# 2013
2013 (MMXIII) byl rok, který podle gregoriánského kalendáře začal v úterý 1. ledna 2013 a skončil v úterý 31. prosince 2013.

## Události
Automatický abecedně řazený seznam viz Kategorie:Události roku 2013

### Česko
- 1. ledna – Prezident České republiky Václav Klaus vyhlásil ve svém novoročním projevu částečnou amnestii.
- 11. a 12. ledna – V prvním kole prezidentských voleb uspěli Miloš Zeman (24 %) a Karel Schwarzenberg (23 %). Volby se účastnilo 61,31 % voličů.
- 25. a 26. ledna – Miloš Zeman zvítězil ve druhém kole prezidentských voleb
- 17. února – Při explozi panelového domu ve Frenštátě pod Radhoštěm zemřelo 7 ldií a 10 jich bylo zraněno.

Kalendář

- 28. února – Zanikly stanice Českého rozhlasu Rádio Česko, Leonardo a ČRo 6.
- 1. března – Vznikla stanice mluveného slova Českého rozhlasu ČRo Plus.
- 7. března – Skončilo druhé prezidentské období Václava Klause.
- 8. března – Funkce hlavy státu se ujal první přímo zvolený prezident České republiky Miloš Zeman, ve Vladislavském sále Pražského hradu na společné schůzi obou komor Parlamentu České republiky složil Ústavou předepsaný prezidentský slib.
- 13. března – Dvě české turistky unesli neznámí ozbrojenci v pákistánské provincii Balúčistán nedaleko hranic s Íránem.
- 27. března – Česko má novou nejvyšší budovu, stal se jí AZ Tower v Brně.
- 29. dubna – Při explozi plynu v Divadelní ulici v Praze bylo zraněno 43 lidí.
- 2. června
  - V Praze se narodila první česká paterčata.
  - Česko zasáhla povodeň, která úplně skončila 15. června.
- 7. června – Mezi obcemi Dobkovičky, Velemín a Litochovice nad Labem v Českém středohoří došlo k sesuvu půdy, který poškodil výstavbu nedokončené dálnice D8. Poničena byla i vedlejší železniční trať z Lovosic do Úpořin
- 13. června – Propukla kauza Nagyová, policisté z Útvaru pro odhalování organizovaného zločinu Policie České republiky vtrhli na Úřad vlády a zasahovali také na dalších místech. Bylo zatčeno 7 vysokých politických předáků včetně Jany Nagyové. Následně byla na 6 z nich uvalena vazba. Šlo o jeden z největších mezinárodních i vnitropolitických skandálů od listopadu roku 1989.
- 17. června – Premiér Petr Nečas podal demisi a odstoupil i z čela ODS.
- 25. června – Novým předsedou vlády České republiky byl jmenován Jiří Rusnok.
- 26. června – Skupina Agrofert Holding uzavřela s německou společností Rheinisch-Bergische Verlagsgesellschaft mbH smlouvu na koupi české mediální skupiny MAFRA.
- 28. června – Byl zprovozněn nový 25 km dlouhý úsek dálnice D3 z Tábora do Veselí nad Lužnicí.[1]
- 29. června – V Českých Budějovicích se uskutečnila demonstrace proti romským obyvatelům na sídlišti Máj. Na demonstraci dorazilo přes 2000 lidí, kterým ovšem ke vstupu do oblasti obývané Romy znemožnili těžkooděnci přístup slznými plyny a dalšími prostředky.
- 6. červenec – V Českých Budějovicích se uskutečnila 2. demonstrace proti romským obyvatelům na sídlišti Máj. Na demonstraci opět dorazilo přes 2000 lidí. Opět zde byli těžkooděnci bránící přístup do Volfovy ulice demonstrantům. Policie zadržela celkem 136 lidí. Po skončení této demonstrace se zvedla vlna kritiky až odporu v řadách Budějovických občanů, kteří zdokumentovali policii v civilu, (tajné) policisty v davu demonstrantů, kteří bili lidi do krve teleskopickými obušky. Tento postup policie vyvolal další demonstraci, tentokráte poklidnější, s názvem „proti policejní brutalitě“.
- 10. července – Prezident Miloš Zeman jmenoval novou vládu České republiky s premiérem Jiřím Rusnokem.
- 17. července – Proběhlo historicky první hlasování o žádosti o rozpuštění Poslanecké sněmovny Parlamentu České republiky. Hlasování bylo neúspěšné.
- 1. srpna – Prima family se přejmenovala zpět na Prima TV.
- 7. srpna – Vládě Jiřího Rusnoka nebyla vyslovena důvěra. Absencí tří poslanců při hlasování však bývalá vládní koalice přišla o většinu 101 hlasů, a ta tak de facto zanikla.
- 20. srpna – Proběhlo historicky druhé hlasování o žádosti o rozpuštění Poslanecké sněmovny Parlamentu České republiky. Pro usnesení o žádosti prezidentu České republiky o rozpuštění Poslanecké sněmovny hlasovalo 140 poslanců, proti bylo 7. Pro hlasovalo 70 % z celkového počtu 200 poslanců, minimální Ústavou ČR předepsané kvórum činilo 60 % resp. 120 poslanců.
- 28. srpna – Prezident Miloš Zeman podepsal rozpuštění Poslanecké sněmovny Parlamentu České republiky. Zároveň vyhlásil termín předčasných voleb na 25. a 26. října 2013.
- 31. srpna – Česká televize spustila nový dětský kanál ČT :D a umělecký kanál ČT art.
- 26. září – V Chodově (okres Domažlice) vznikl klub kolové - SK Chodsko.
- 25. a 26. října – proběhly mimořádné volby do Poslanecké sněmovny Parlamentu České republiky, šlo o první české volby do Poslanecké sněmovny PČR od roku 1990, které se uskutečnily na podzim. Vítězem se stala ČSSD.
- 7. prosince – Metrostav přerušil stavbu tunelu Blanka. Důvodem je, že pražský magistrát firmě dluží více než 2,1 miliardy korun.
- 31. prosince – Ukončení programového období 2007 až 2013, ve kterém mělo být do České republiky alokováno 26,69 miliard eur z fondů Evropské unie.

### Svět
- 1. ledna – Irsko se ujalo předsednictví EU.[2]
- 11. ledna – Francouzská armáda začala bojovat proti islamistům v Mali[3]
- 20. ledna – V rakouském referendu se 60 % voličů vyslovilo pro zachování všeobecné branné povinnosti[4]
- 22. ledna – Volební aliance Likud Jisra'el bejtenu zvítězila v předčasných parlamentních volbách v Izraeli[5]
- 27. ledna – hinduistická pouť Kumbhaméla v indickém Iláhábádu ve státě Uttarpradéš
- 4. února – Analýza DNA potvrdila, že ostatky nalezené v anglickém Leicesteru patří anglickému králi Richardu III.
- 11. února – Papež Benedikt XVI. oznámil rezignaci. Ve funkci papeže skončil 28. února 2013.
- 12. února – Severní Korea provedla jaderný test.
- 14. února – Jihoafrický tělesně postižený běžec Oscar Pistorius byl vzat do vazby poté, co zastřelil svou přítelkyni.
- 15. února – dopad Čeljabinského meteoru
- 25. února – Nově zvolená jihokorejská prezidentka Pak Kun-hje se ujala svého úřadu.
- 1. března – Bývalý haitský diktátor Jean-Claude Duvalier poprvé stanul před soudem.
- 8. března – Severní Korea vypověděla všechny smlouvy o vzájemném neútočení s Jižní Koreou a obnovila tak válečný stav z Korejské války
- 13. března – Novým papežem Římskokatolické církve se stal argentinský kardinál Jorge Mario Bergoglio, který přijal jméno František.
- 25. března – Evropská unie souhlasila s půjčkou ve výši 10 miliard euro pro Kypr zmítaný finanční krizí.
- 15. dubna
  - Novým venezuelským prezidentem se stal Nicolás Maduro.
  - Bombový útok na Bostonský maraton
- 18. dubna – Exploze v továrně na hnojiva ve Westu v Texasu. Při explozi zahynulo 15 lidí a město bylo téměř srovnáno se zemí.
- 24. dubna – V Savaru na předměstí bangladéšské Dháky se zřítila textilní továrna, v jejíž troskách zahynulo 1 127 lidí.
- 30. dubna – Novým nizozemským králem se stal Willem-Alexander.
- 3.–19. května – 77. mistrovství světa v ledním hokeji ve Stockholmu a v Helsinkách
- 10. května
  - Prstencové zatmění Slunce v Austrálii a Tichomoří
  - Byla dokončena nejdražší stavba světa One World Trade Center s výškou 541,3 m.
- 18. května – Zpěvačka Emmelie de Forest vyhrála 58. ročník eurovize 2013.
- 11. června – Z mongolského kosmodromu Ťiou-čchüan v poušti Gobi odstartoval 5. pilotovaný čínský kosmický let Šen-čou 10 se třemi lidmi na palubě, posádku tvořili dva muži (Nie Chaj-šeng a Čang Siao-kuang) a jedna žena (Wang Ja-pching).
- 15. června – Novým íránským prezidentem byl zvolen Hasan Rúhání.
- 17. června – Definitivně zanikla Herschelova vesmírná observatoř.
- 1. července
  - Chorvatsko vstoupilo do Evropské unie, stalo se tak jejím 28. členem.
  - Litva se ujala předsednictví EU.
- 3. července – Egyptská armáda provedla v Egyptě státní převrat, o den později se funkce egyptského prezidenta ujal předseda Ústavního soudu Adlí Mansúr.
- 8. července – V Chorvatsku byl otevřen nový silniční tunel Sveti Ilija v Chorvatsku pod pohořím Biokovo, od dálnice A1 k letovisku Baško Polje.
- 21. července
  - Philippe, vévoda brabantský, se stal novým belgickým králem.
  - Skončil jubilejní 100. ročník cyklistického etapového závodu Tour de France. Vítězem se stal britský závodník Chris Froome.
- 30. července – Novým pákistánským prezidentem byl zvolen Mamnún Husajn.
- 10.–18. srpna – V Moskvě se konalo 14. mistrovství světa v atletice.
- 7. září – Mezinárodní olympijský výbor vybral pořadatelské město pro Letní olympijské hry 2020, které se budou konat v Tokiu.
- 29. září – V rakouských parlamentních volbách zvítězila Sociálně demokratická strana Rakouska pod vedením dosavadního spolkového kancléře Wernera Faymanna.
- říjen – oznámen objev extrasolárního tělesa PSO J318.5-22, které neobíhá žádnou hvězdu.
- 8. listopadu – Na Filipínách udeřil extrémně silný tajfun Haiyan, který si v následujících dnech vyžádal tisíce lidských obětí.
- 15. prosince – Michelle Bacheletová byla zvolena prezidentkou Chile.
- 21. listopadu – Na Ukrajině vypukly protesty kvůli nepodepsání smlouvy o vstupu do Evropské unie, nazvaný později Euromajdan. Demonstranti požadovali konec vlády Mykoly Azarova a odstoupení prezidenta Viktora Janukovyče.
- Košice (Slovensko) a Marseille (Francie) byly Evropskými městy kultury.

## Narození

### Svět
- 22. července – Princ George z Walesu, následník britského trůnu
- 10. května – Taufaʻahau Manumataongo Tukuʻaho, následník tonžského trůnu

## Úmrtí

### Česko

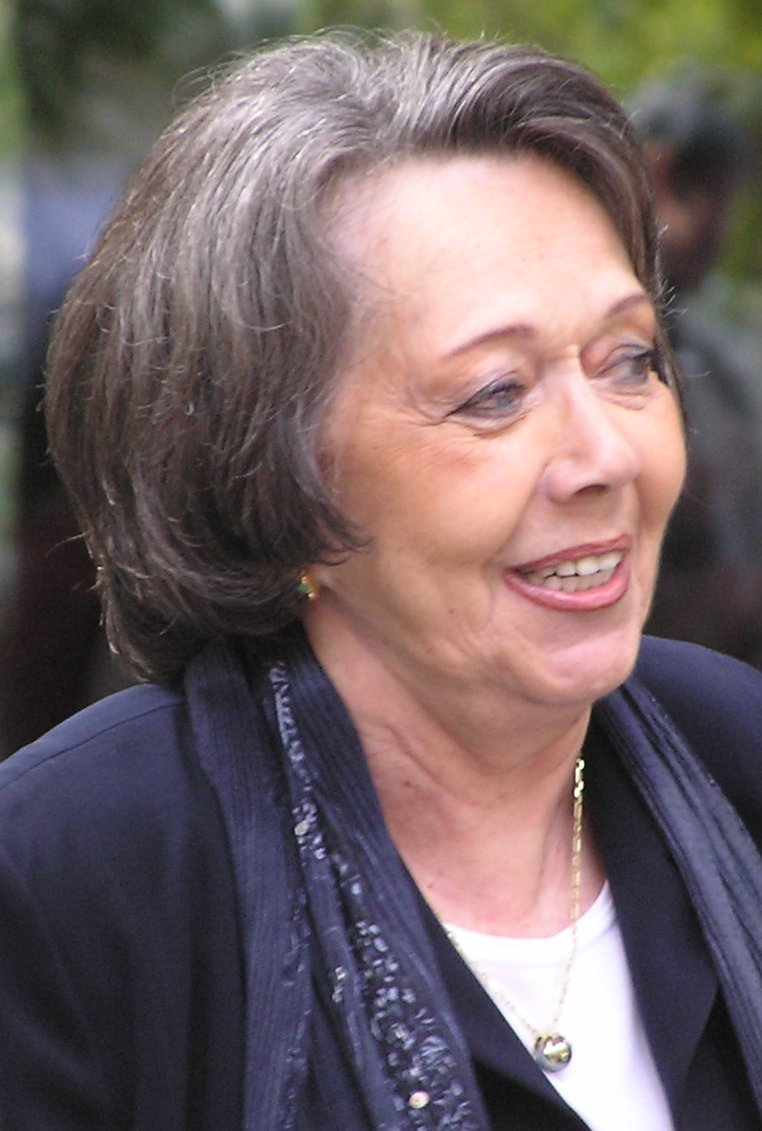
Jiřina Jirásková († 7. leden)

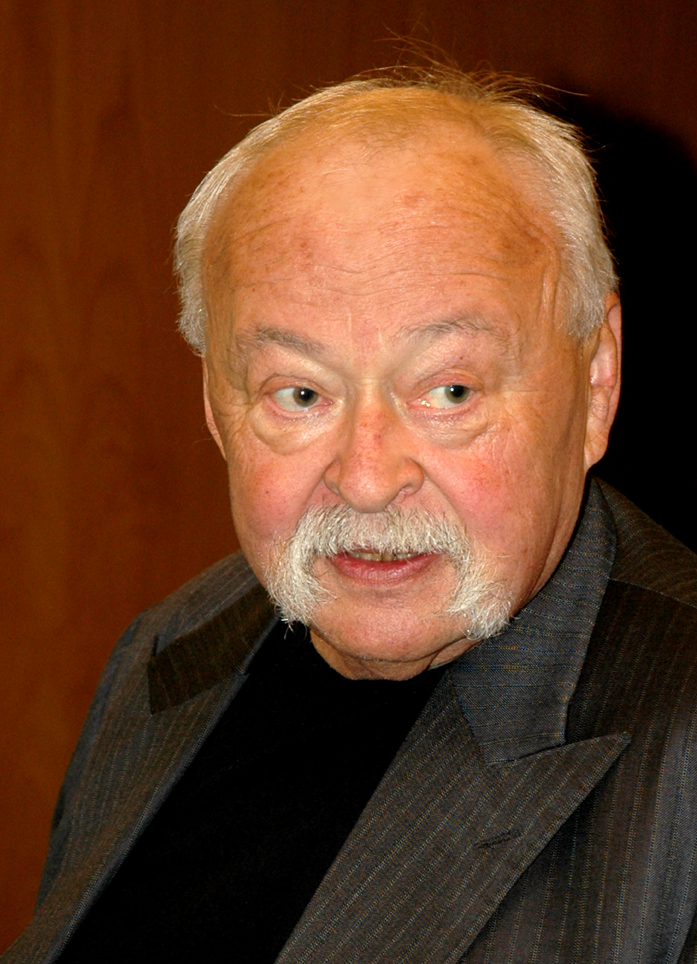
Oldřich Kulhánek († 28. leden)

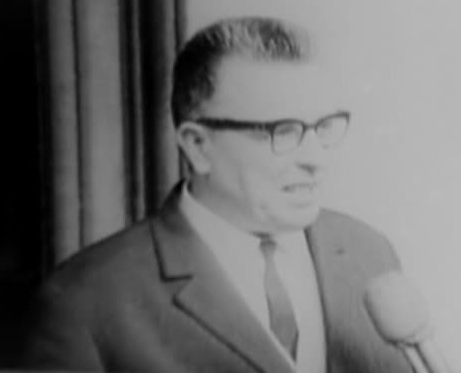
Čestmír Císař († 24. březen)

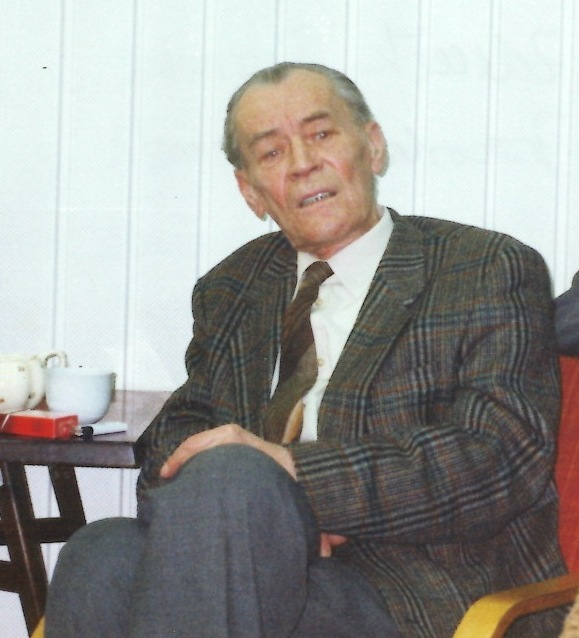
Zdeněk Rotrekl († 9. červen)

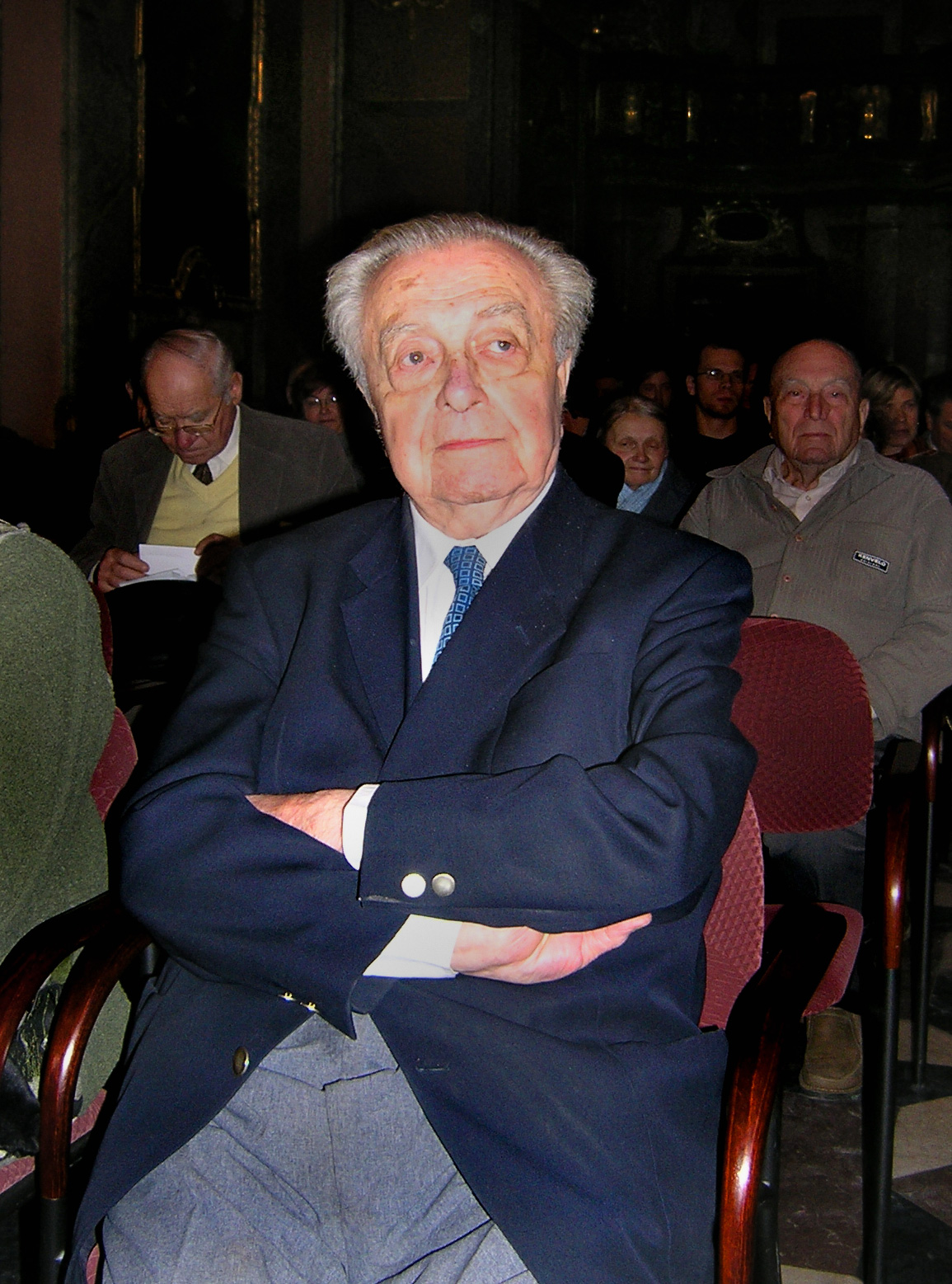
Ilja Hurník († 7. září)

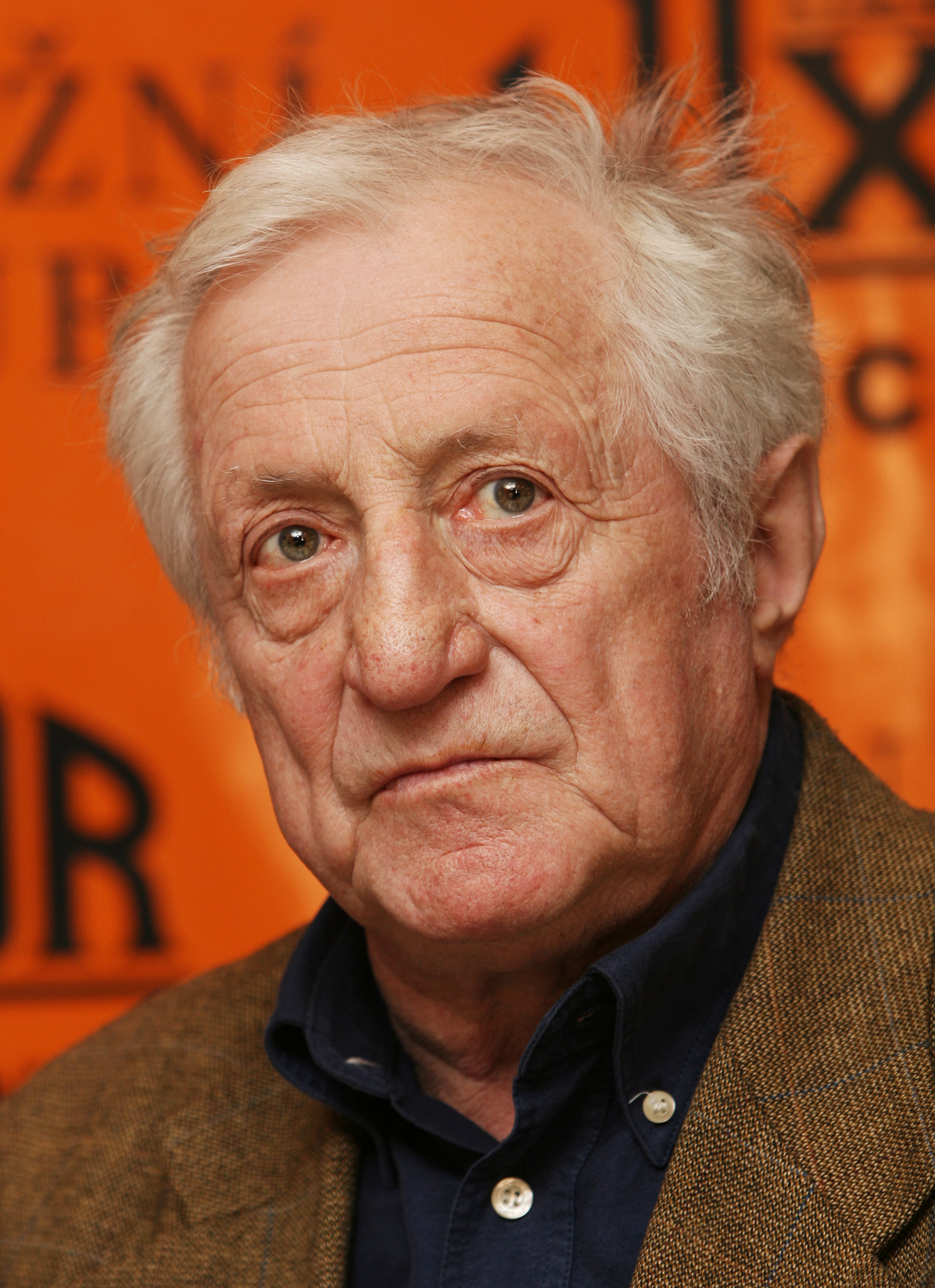
Pavel Bobek († 20. listopad)

- 2. ledna – Karel Čáslavský, filmový historik, publicista, moderátor (* 28. ledna 1937)
- 3. ledna – Ivan Mackerle, záhadolog, kryptozoolog, cestovatel a spisovatel (* 12. března 1942)
- 4. ledna
  - Miloš Kouřil, archivář a historik (* 1. června 1932)
  - Miroslav Fára, lékař – plastický chirurg (* 26. července 1923)
- 5. ledna
  - Alena Honková, sportovkyně-volejbalistka (* 1. února 1990)
  - Petr Hübner, herec (* 26. června 1946)[6]
- 7. ledna – Jiřina Jirásková, herečka (* 17. února 1931)
- 8. ledna – Gréta Koutná, válečná veteránka, plukovnice (* 22. března 1921)
- 10. ledna
  - Josef Frais, spisovatel (* 24. ledna 1946)
  - Michael Hofbauer, herec (* 6. ledna 1964)
- 11. ledna
  - Karel Kouba, ekonom a pedagog (* 26. března 1927)[7]
  - Josef Janík, divadelní režisér (* 29. října 1930)
  - Miroslav Škeřík, basketbalista a reprezentant (* 14. října 1924)
- 12. ledna – Mira Figarová, tanečnice, choreografka a pedagožka (* 14. srpna 1917)
- 13. ledna – Jiří Popper, zpěvák pop-music (* 22. května 1930)
- 14. ledna – Jiří Vícha, sportovec házenkář (* 7. listopadu 1931)
- 18. ledna – Martin Barbarič, sportovec fotbalista (* 14. října 1970)
- 23. ledna – Alex Koenigsmark, spisovatel, dramatik a scenárista (* 27. května 1944)
- 24. ledna – Miroslav Janů, sportovec fotbalista a fotbalový trenér (* 8. listopadu 1959)
- 28. ledna
  - Oldřich Kulhánek, malíř, grafik, autor českých bankovek (* 26. února 1940)
  - Ladislav Pavlovič, fotbalový reprezentant (* 8. dubna 1926)
- 29. ledna
  - Jan Lužný, šlechtitel a expert na zahradnictví (* 4. února 1926)
  - Miroslav Hucek, fotograf (* 18. listopadu 1934)
- 1. února
  - Rudolf Dašek, jazzový kytarista a hudební skladatel (* 27. srpna 1933)
  - Vladimír Vlasák, novinář, publicista a hudební kritik (* 11. února 1958)
- 3. února – Edgar Knobloch, historik, polyglot a spisovatel (* 11. listopadu 1927)
- 5. února – Jindřich Šťáhlavský, zpěvák (* 24. února 1945)
- 6. února – Jan Sochor, hudebník, klávesista, zpěvák a skladatel (* 8. srpna 1947)
- 8. února – Václav Filip, kameraman, režisér, dokumentarista (* 17. ledna 1943)[8]
- 9. února – Vladimír Bartoš, lékař, odborník na léčbu nemocí slinivky břišní (* 20. května 1929)
- 12. února
  - Jaroslav Deršák, fotbalový útočník a operní pěvec (* 25. července 1920)
  - Jaroslav Kolár, literární historik a znalec (* 18. září 1929)
- 13. února
  - Ctibor Rybár, šéfredaktor Nakladatelství Olympia, autor průvodců po Československu (* 25. května 1920)
  - Jan Šimáně, skaut, redaktor časopisu ABC (* 1. října 1924)
- 14. února – Zdeněk Zikán, fotbalový reprezentant (* 10. listopadu 1937)
- 15. února – Antonín Kohout, violoncellista, zakladatel Smetanova kvarteta (* 12. prosince 1919)
- 16. února – Karel Valoch, archeolog (* 15. dubna 1920)[9]
- 18. února
  - Alena Maxová, překladatelka a rozhlasová redaktorka (* 20. března 1920)
  - Jan Pilař, herec, loutkoherec a režisér (* 11. října 1933)[10]
- 19. února – Sylva Kysilková, sportovkyně – horolezkyně (* 14. října 1931)
- 20. února – Vlastimil Šubrt, politik, ekonom a spisovatel (* 14. února 1934)
- 21. února – Karel Hoffmann, komunistický politik (* 15. června 1924)
- 26. února – Bob Frídl, písničkář, zpěvák, kytarista a skladatel (* 13. listopadu 1947)
- 27. února – Jaroslav Celba, hudebník (* 26. prosince 1924)
- 2. března – Zdeněk Švestka, astronom (* 30. září 1925)
- 9. března – Luboš Měkota, miliardář (* 22. května 1958)
- 10. března – Vojtěch Bartek, fotograf a pedagog (* 19. října 1942)
- 12. března
  - Karel Cerman, horolezec (* 29. září 1926)
  - Slavomil Hubálek, psycholog (* 13. června 1947)
- 16. března – Eva Chmelařová-Siblíková, malířka a grafička (* 7. června 1927)
- 17. března
  - Jiří Drašnar, spisovatel (* 31. března 1948)
  - Rudolf Battěk, filozof, sociolog a politik (* 2. listopadu 1924)
- 22. března – Vladimír Čech, herec a moderátor (* 6. července 1951)
- 23. března
  - František Zoulík, právník a vysokoškolský pedagog (* 25. května 1933)
  - Jiří Joura, spisovatel a kronikář (* 24. července 1930)
- 24. března – Čestmír Císař, diplomat a politik, jedna z osobností pražského jara (* 2. ledna 1920)
- 30. března – Vladimír Vaclík, prezident Světové asociace betlémářů (* 10. ledna 1925)
- 1. dubna – Bohumil Švarc, herec a hlasatel (* 21. února 1926)
- 3. dubna – Zdeněk Štich, politický vězeň komunistického režimu (* 10. října 1928)
- 4. dubna – Ivo Paukert, televizní scenárista a režisér (* 13. dubna 1931)
- 7. dubna – Stanislav Hranický, zpěvák (* 6. června 1951)
- 8. dubna – Vladimír Zeman, politik (* 9. ledna 1942)
- 12. dubna – Jiří Volkmer, loutkář, herec, a režisér (* 28. srpna 1934)
- 18. dubna – Marcela Černačová, herečka a tanečnice (* 18. října 1940)
- 19. dubna – Miloslav Hejný, sochař (* 23. října 1925)
- 20. dubna – Juraj Šajmovič, kameraman, herec a scenárista (* 28. dubna 1932)
- 25. dubna – Karel Lešanovský, skautský historik a publicista (* 26. ledna 1929)
- 1. května
  - Antonín Brousek, exilový básník, literární kritik, redaktor, překladatel (* 25. září 1941)
  - Milan Malý, voják, pilot RAF (* 30. září 1923)
- 4. května
  - Milan Peroutka, bubeník skupiny Olympic (* 19. ledna 1964)
  - Oldřich Velen, herec (* 15. září 1921)
- 8. května – Vladimír Veselý, odborník v oblasti včelařství (* 22. února 1933)
- 11. května
  - Miloš Pohorský, literární kritik a historik (* 4. listopadu 1929)
  - Zdeněk Škarvada, voják, pilot RAF (* 8. listopadu 1917)
- 13. května – Bořík Procházka, herec (* 29. listopadu 1930)
- 15. května – Thomas M. Messer, ředitel newyorského Guggenheimova muzea československého původu (* 8. února 1920)
- 16. května – Valtr Komárek, ekonom, politik a prognostik (* 10. srpna 1930)
- 20. května
  - Věroslav Mertl, spisovatel (* 30. března 1929)
  - Miloslav Kříž, sportovní funkcionář a basketbalový trenér (* 29. května 1924)
- 22. května – Ladislav Vymětal, divadelní režisér a pedagog (* 19. srpna 1933)
- 25. května – Bohuslav Sedláček, hudební skladatel (* 13. srpna 1928)
- 26. května – Dušan Cvek, šachista, lékař a básník (* 8. června 1926)
- 28. května – Svatopluk Košvanec, jazzový trombonista a hudební pedagog (* 2. ledna 1936)
- 29. května – Jaroslav Vobr, literární historik a znalec (* 25. května 1939)
- 30. května – Bořek Zeman, malíř, sochař, medailér a pedagog (* 12. února 1950)
- 5. června – Eva Gerová, filmová herečka (* 4. března 1920)
- 6. června – Marie Kubátová, spisovatelka a dramatička (* 8. srpna 1922)
- 7. června – Vilém Kraus, vinař, šlechtitel a pedagog (* 30. května 1924)
- 8. června – Vít Holubec, sportovní novinář a televizní komentátor (* 8. října 1928)
- 9. června – Zdeněk Rotrekl, básník, kritik, esejista a historik (* 1. října 1920)
- 10. června – Eduard Pavlíček, divadelník, herec a inspicient (* 10. března 1922)
- 11. června – Jan Kašpar, divadelník, herec (* 6. září 1952)
- 18. června – Libuše Pospíšilová, herečka a televizní dramaturgyně pořadu Bakaláři (* 2. srpna 1923)
- 19. června – Filip Topol, zpěvák, pianista, skladatel a textař (* 12. června 1965)
- 20. června – Jaroslav Kohout, filosof, politik, politický vězeň a překladatel (* 5. února 1924)
- 25. června – Václav Valeš, politik a ekonom (* 7. dubna 1922)
- 7. července – Oldřich Burský, český a československý politik (* 17. října 1933)
- 9. července – Otakar Chaloupka, učitel, literární kritik a vědec, spisovatel (* 14. února 1935)
- 15. července
  - Václav Fischer, básník, textař a odbojář (* 6. února 1926)
  - Pavel Peška, ústavní právník (* 13. dubna 1926)
- 16. července – Tom Komárek, zpěvák, kytarista a hudební publicista (* 28. června 1980)
- 17. července – Jaroslav Machovec, odborník v oboru biotechnika zeleně, sadovnictví a květinářství (* 17. února 1926)
- 21. července – Vratislav Štěpánek, pátý patriarcha Církve československé husitské (* 18. června 1930)
- 24. července – Jaroslav Slípka, histolog a embryolog (* 10. června 1926)
- 25. července – Věra Koktová, herečka (* 1. dubna 1926)
- 26. července – Jiří Harcuba, pedagog, medailér a sklářský výtvarník (* 6. prosince 1928)
- 27. července – Josef Geryk, sportovec fotbalista (* 14. října 1942)
- 7. srpna – Jiří Kopta, herec (* 30. června 1961)
- 8. srpna
  - Jiří Krejčík, scenárista a režisér (* 26. června 1918)
  - Zdeněk Hrubý, horolezec (* 9. srpna 1956)
- 10. srpna – František Dohnal, politik a státní úředník (* 28. dubna 1960)
- 11. srpna
  - Vladimíra Čerepková, básnířka (* 4. února 1946)
  - Pepa Streichl, bluesový a folkový písničkář (* 8. září 1949)
- 15. srpna – Miroslav Komárek, jazykovědec (* 20. dubna 1924)
- 17. srpna – Juraj Puci, český chodec slovenského původu (* 15. dubna 1929)
- 19. srpna – Evžen Quitt, geograf a klimatolog (* 22. července 1933)
- 20. srpna – František Chobot, politik (* 19. února 1939)
- 21. srpna – Vladimír Krejčík, operní pěvec (* 7. října 1931)
- 22. srpna – Petr Kment, sportovec zápasník (* 20. srpna 1942)
- 28. srpna – Sonja Sázavská, herečka a režisérka (* 5. září 1926)
- 29. srpna – Jiří Tomek, herec (* 17. února 1931)
- 31. srpna – František Uldrich, kameraman (* 1. května 1936)
- 1. září – Oldřich Smutný, malíř (* 17. června 1925)
- 3. září – Ivan Kmínek, spisovatel (* 21. července 1953)
- 4. září – Eugene Balon, kanadský ichtyolog českého původu (* 1. srpna 1930)
- 6. září – Růžena Lysenková, herečka (* 16. prosince 1918)
- 7. září – Ilja Hurník, hudební skladatel a pedagog, spisovatel a dramatik (* 25. listopadu 1922)
- 9. září – Marie Kotrbová-Procházková, výtvarnice, keramička a sochařka (* 29. října 1930)
- 10. září – Josef Němec, sportovec, boxer (* 25. září 1933)
- 12. září
  - Tony Škrášek, zpěvák (* 21. září 1941)
  - Zdeněk Pošíval, režisér, scenárista, dramatik a spisovatel (* 2. května 1937)
  - Miroslav Jodas, fotograf (* 30. listopadu 1932)
- 13. září – Jitka Švarcová, hudební publicistka (* 7. února 1942)
- 19. září – Arnošt Parsch, hudební skladatel (* 12. února 1936)
- 20. září – Radana Königová, lékařka a pedagožka (* 31. července 1930)
- 23. září – Milan Vágner, herec (* 24. září 1929)
- 27. září – Martin Braniš, zoolog, ekolog, publicista a pedagog (* 6. ledna 1952)
- 2. října
  - Zdeněk Rytíř, textař, hudební skladatel, hudebník (* 11. dubna 1944)
  - Bohumil Žemlička, malíř (* 30. srpna 1938)
- 5. října – Erich Cviertna, fotbalista a trenér (* 16. března 1951)
- 18. října – Čestmír Vidman, básník, esperantista (* 31. října 1921)
- 20. října – Emil Cina, spisovatel, překladatel a redaktor romského původu (* 13. prosince 1947)
- 21. října – Zdeněk Ambler, neurolog (* 2. prosince 1940)
- 22. října – Otto Zelenka, spisovatel, dramatik, dramaturg a scenárista (* 12. března 1931)
- 28. října – Ferdinand Havlík, klarinetista, kapelník, hudební skladatel a aranžér (* 17. června 1928)
- 30. října – Věra Haluzová, folkloristka (* 30. listopadu 1924)
- 31. října – Jaroslav Putík, spisovatel a protinacistický bojovník (* 25. července 1923)
- 2. listopadu – Josef Ezr, basketbalista, trenér a sportovní funkcionář (* 31. října 1923)
- 7. listopadu – Olga Krijtová, filoložka, pedagožka a překladatelka z nizozemštiny (* 30. března 1931)
- 13. listopadu – Jan Brychta, malíř, ilustrátor a filmový výtvarník (* 1928)
- 16. listopadu – Zbyněk Hejda, básník a překladatel (* 2. února 1930)
- 17. listopadu
  - Tomáš Pěkný, spisovatel, dramatik, novinář a historik (* 8. května 1943)
  - Jiří Bednář, herec a scenárista (* 11. listopadu 1941)
- 19. listopadu – František Wretzl, skaut a odbojář (* 19. října 1919)
- 20. listopadu
  - Pavel Bobek, zpěvák a hudebník (* 16. září 1937)
  - Jan Kratochvíl, herec, režisér a dramaturg (* 8. června 1940)
- 25. listopadu – Egon Lánský, politik, novinář a diplomat (* 23. července 1934)
- 9. prosince – Marek Ronec, herec (* 16. února 1965)
- 16. prosince – Lubomír Dorůžka, hudební publicista, novinář a překladatel (* 18. března 1924)
- 20. prosince – Stanislav Drobný, předseda Konfederace politických vězňů České republiky (* 12. července 1923)
- 26. prosince – Igor Vavrda, hudebník-multiinstrumentalista, hudební skladatel a aranžér (* 6. listopadu 1948)
- 29. prosince – Antoni Szpyrc, amatérský historik, folklorista a malíř (* 1. ledna 1950)

### Svět
- 1. ledna

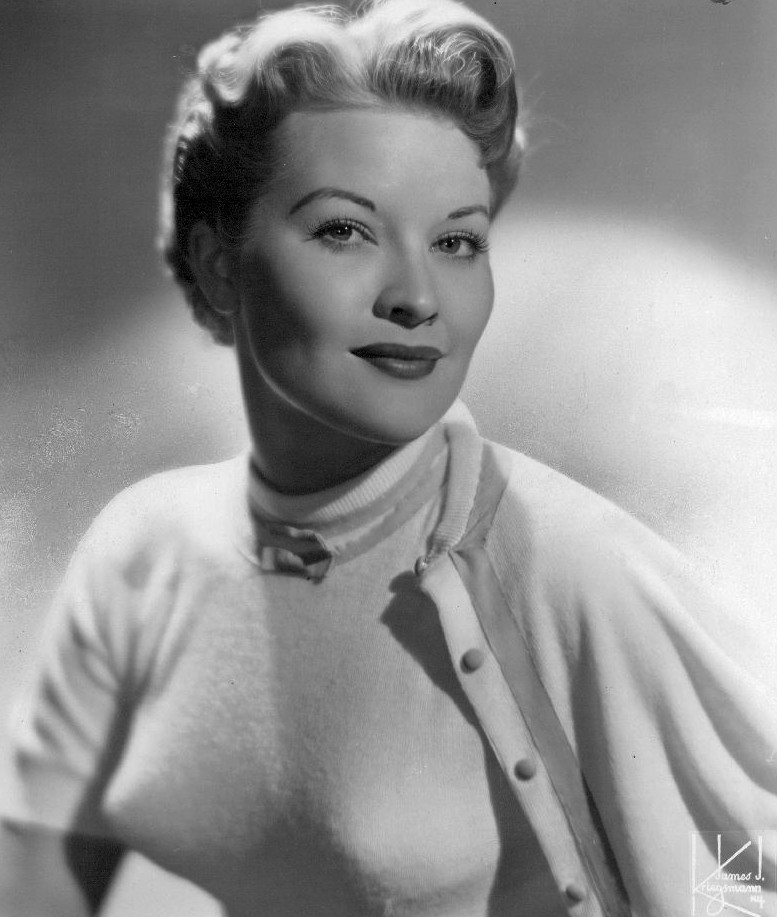
Patti Page († 1. leden)

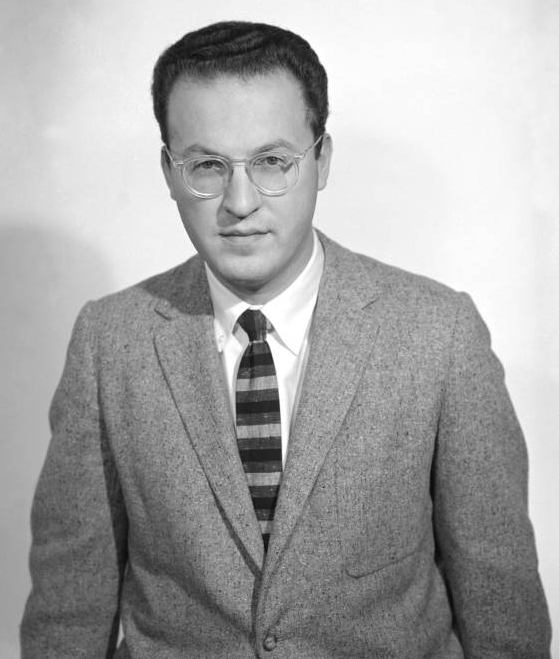
Donald Arthur Glaser († 28. únor)

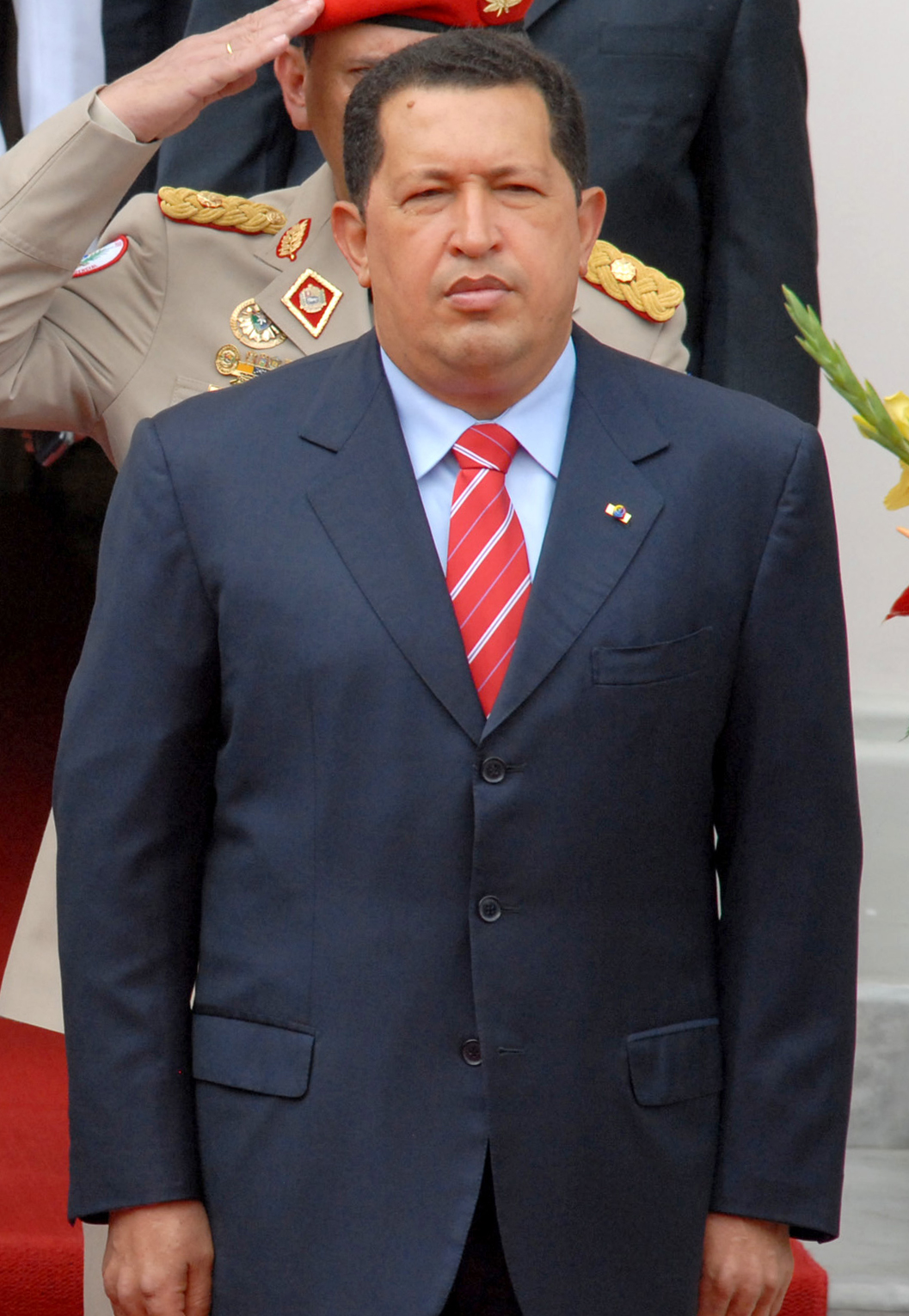
Hugo Chávez († 5. březen)

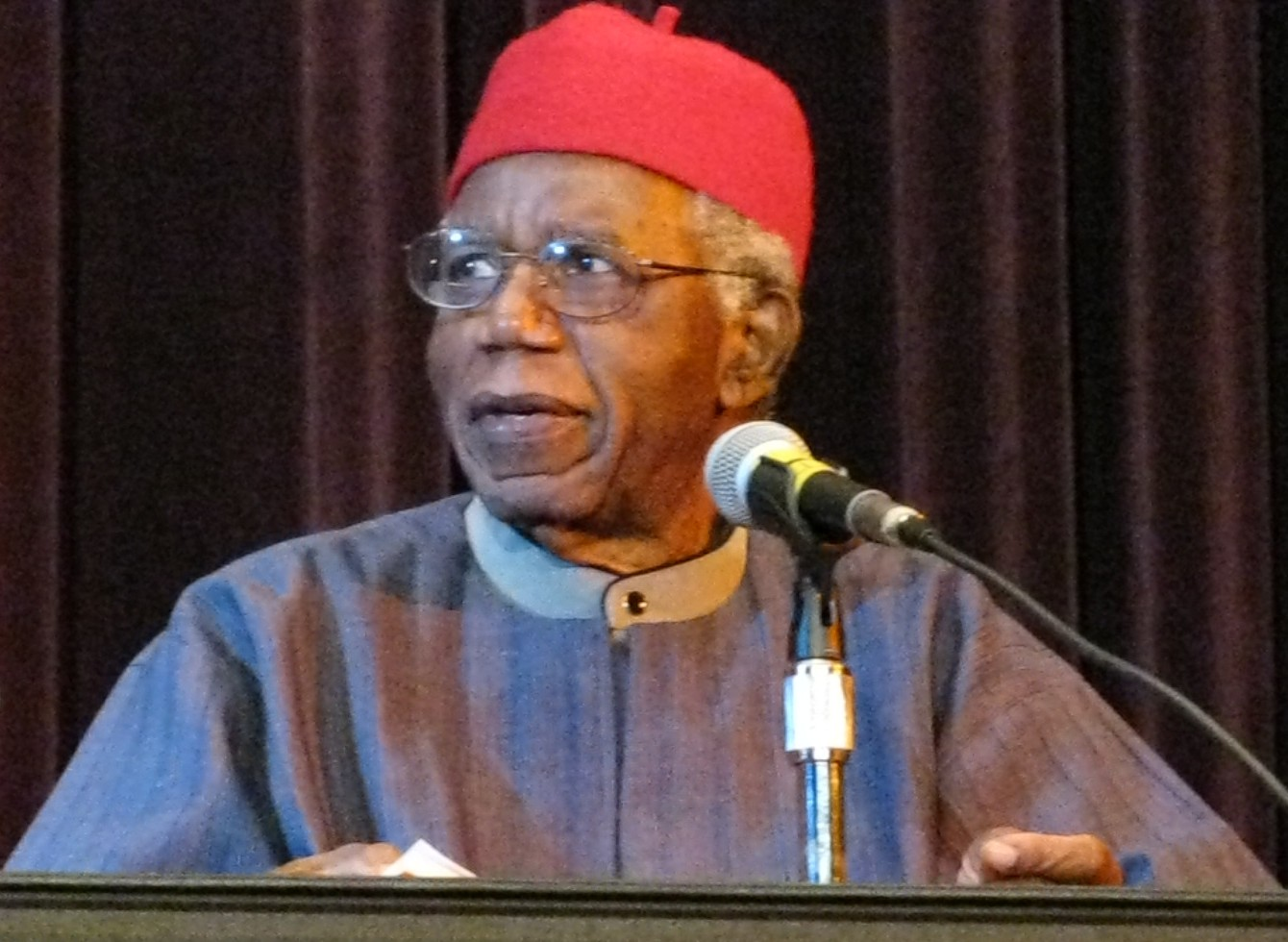
Chinua Achebe († 21. březen)

Richard Griffiths († 28. březen)

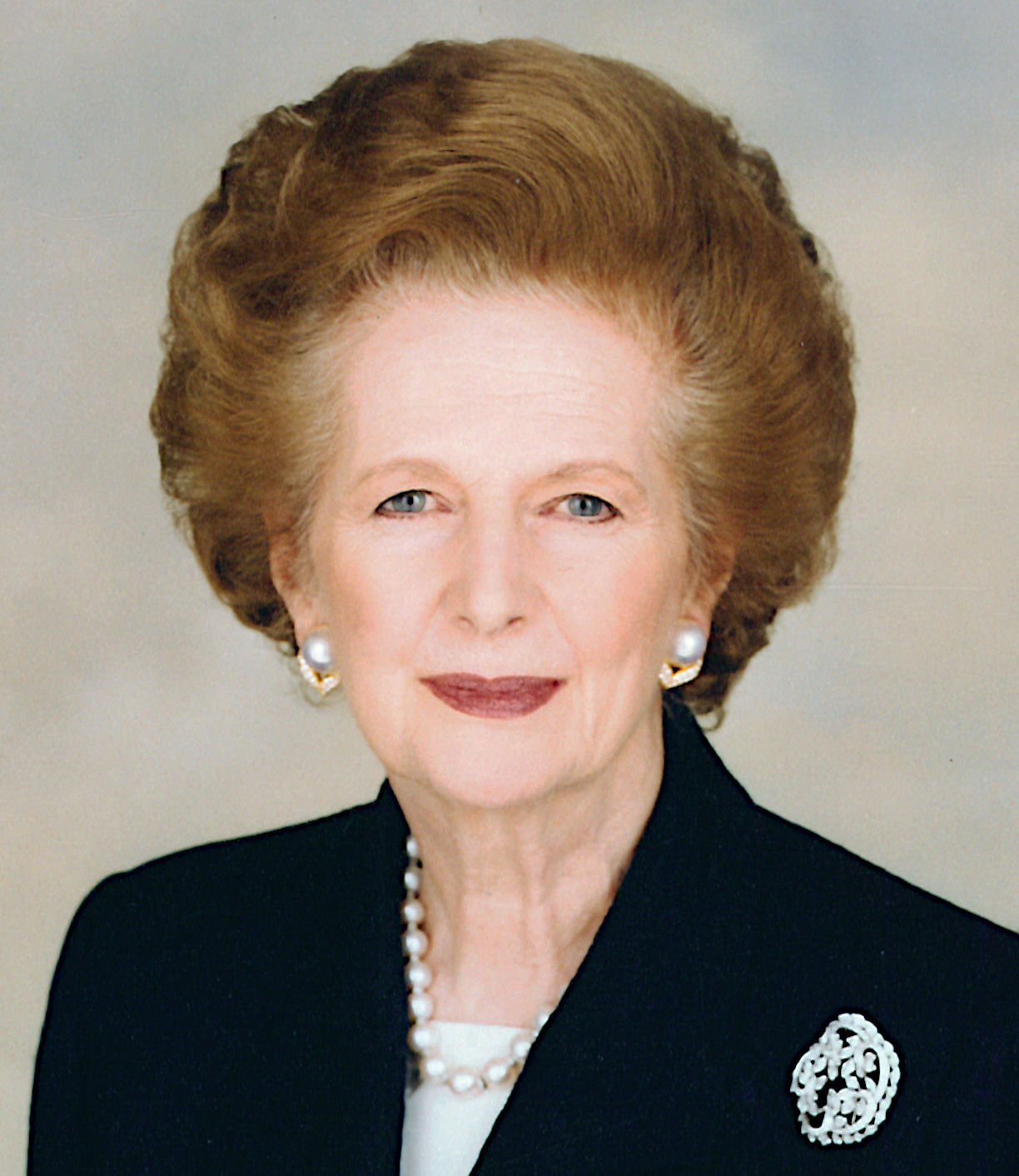
Margaret Thatcherová († 8. duben)

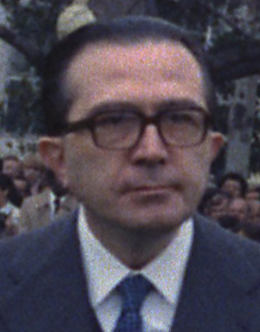
Giulio Andreotti († 6. květen)

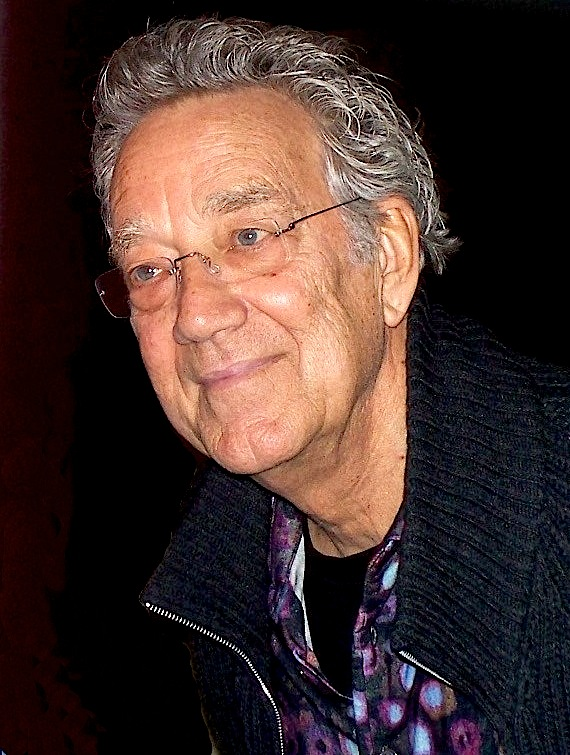
Ray Manzarek († 20. květen)

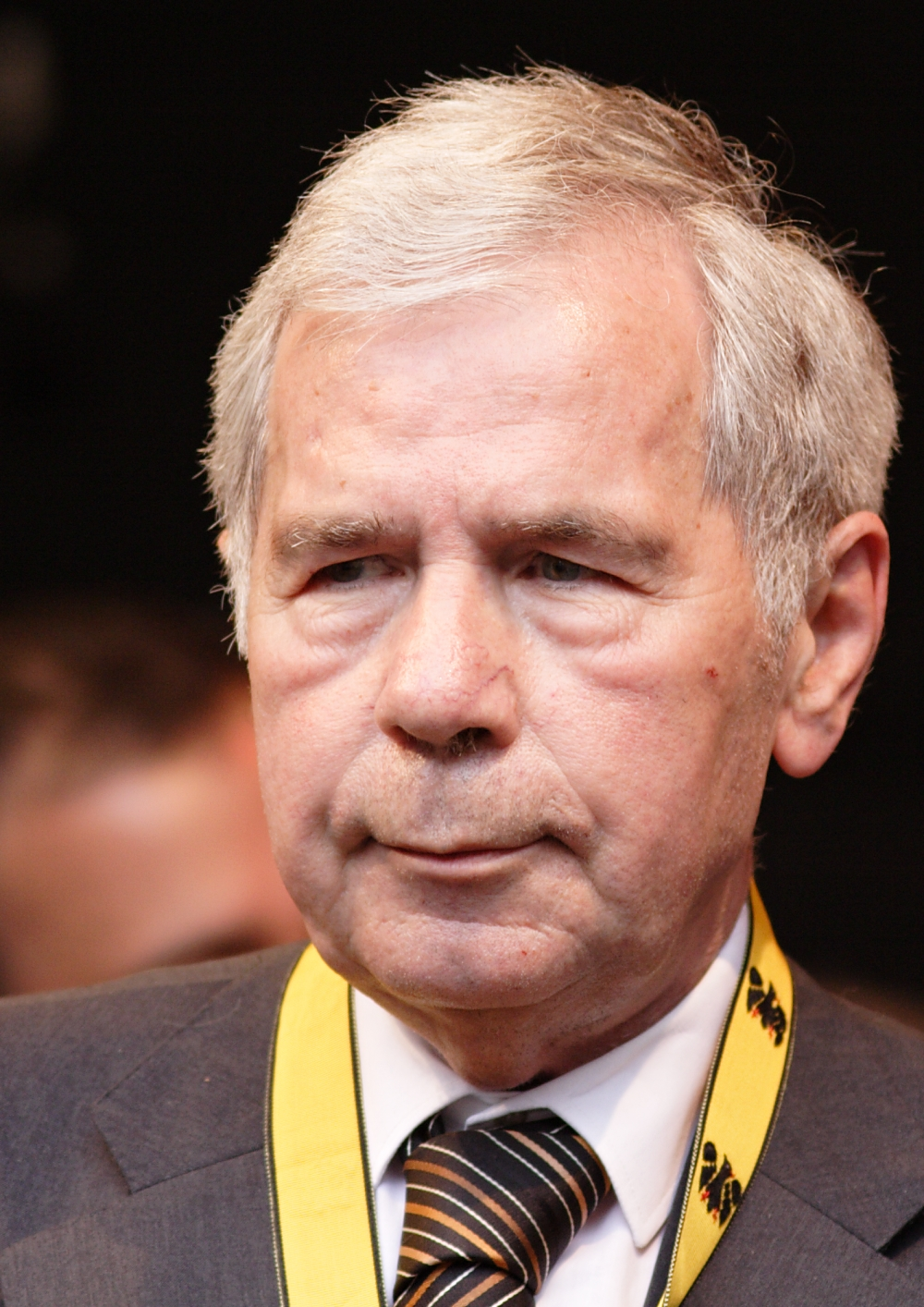
Gyula Horn († 19. červen)

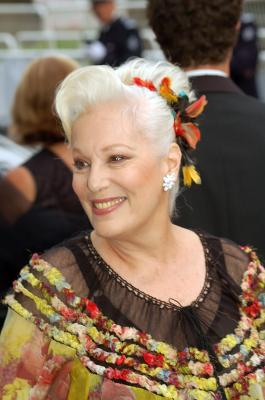
Bernadette Lafont († 25. červenec)

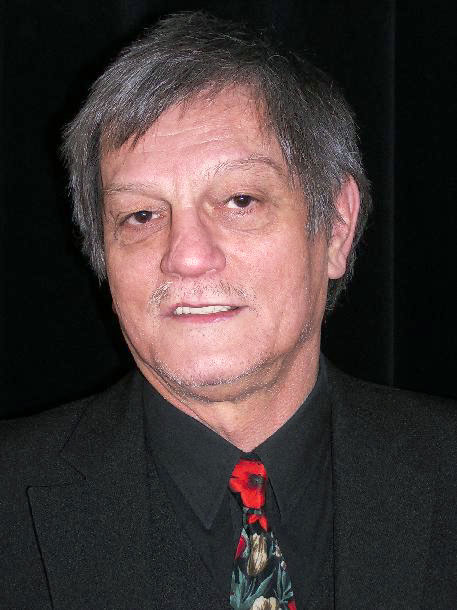
Jozef Adamovič († 2. srpen

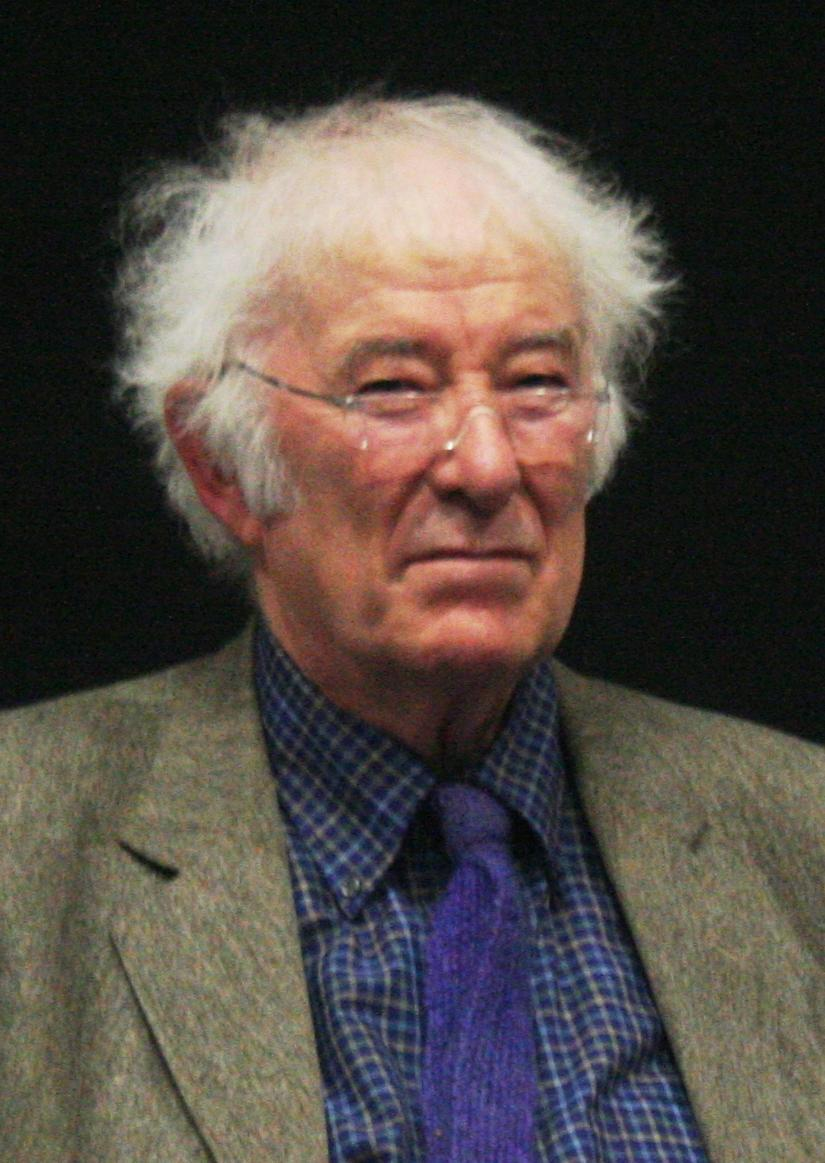
Seamus Heaney († 30. srpen)

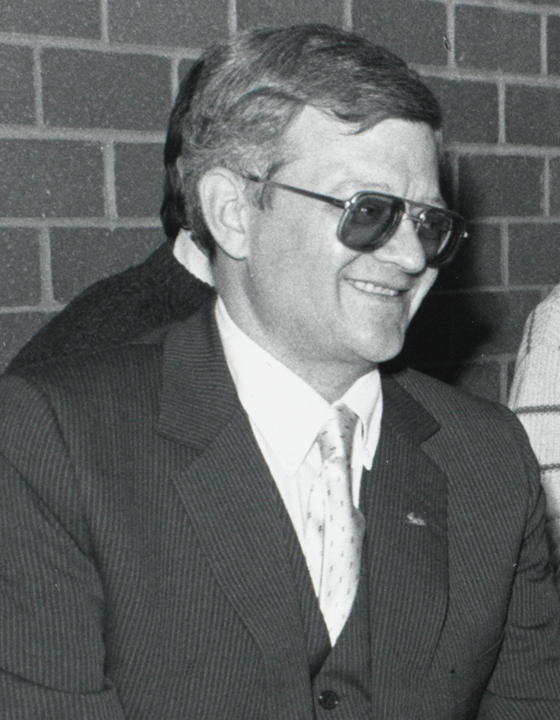
Tom Clancy († 1. říjen)

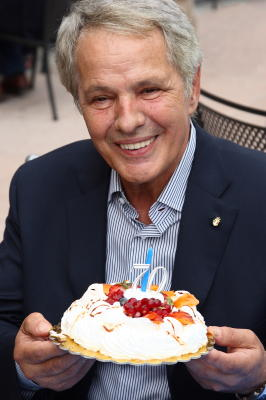
Giuliano Gemma († 1. říjen)

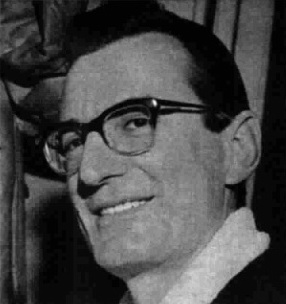
Carlo Lizzani († 5. říjen)

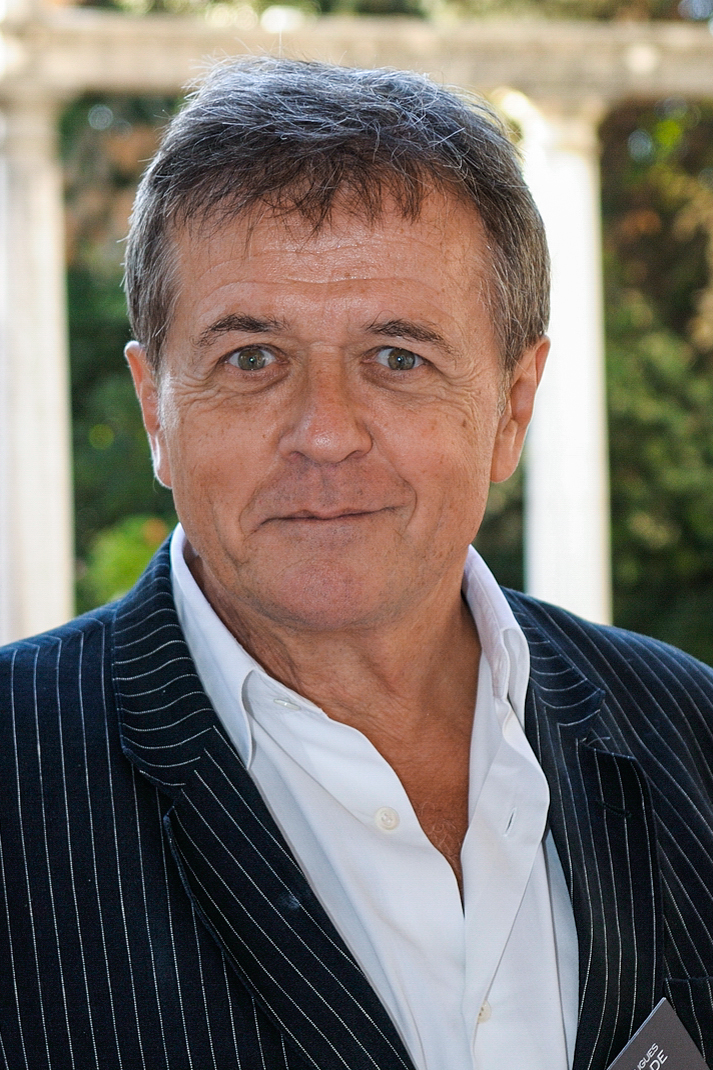
Patrice Chéreau († 7. říjen)

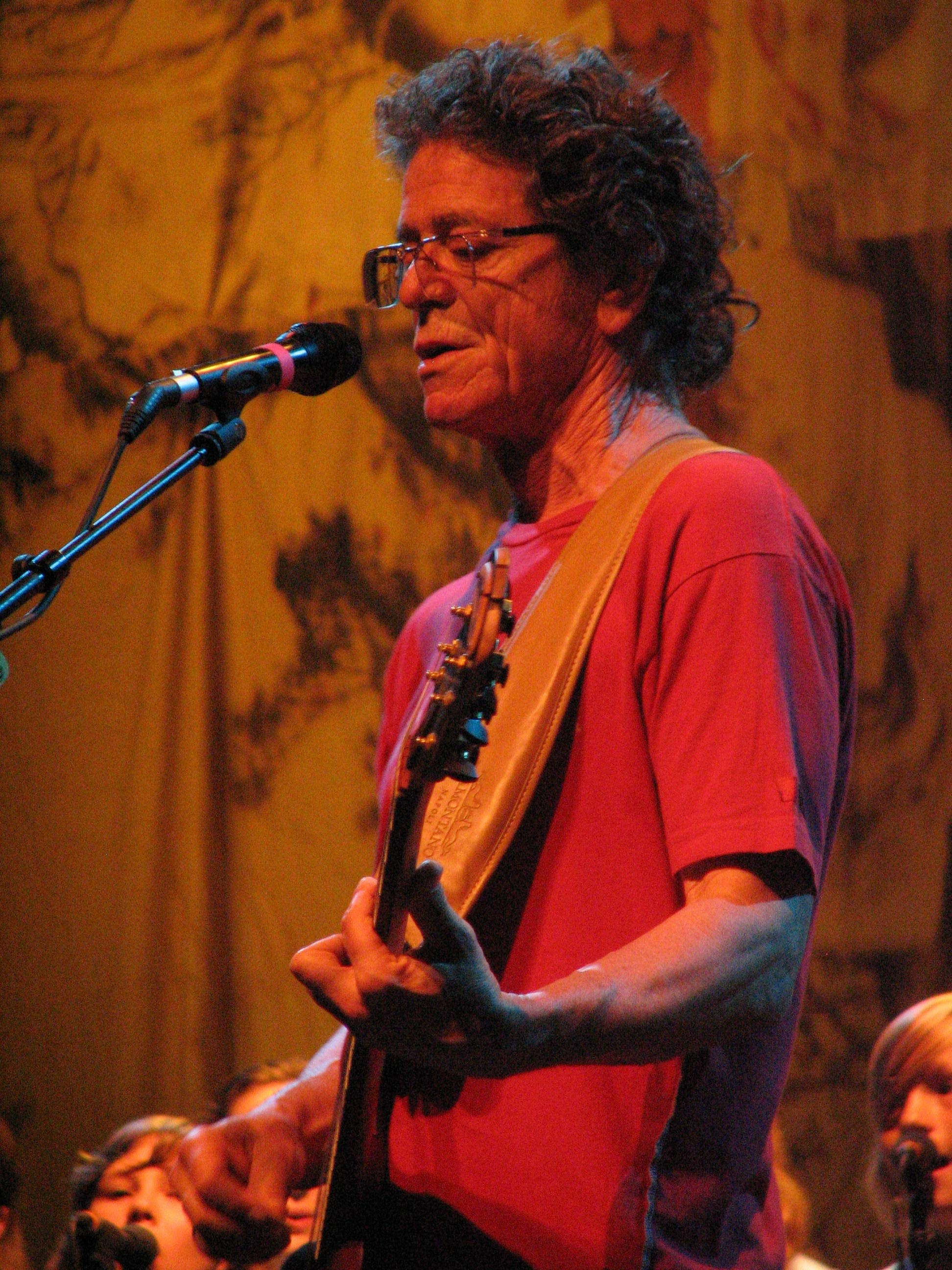
Lou Reed († 27. říjen)

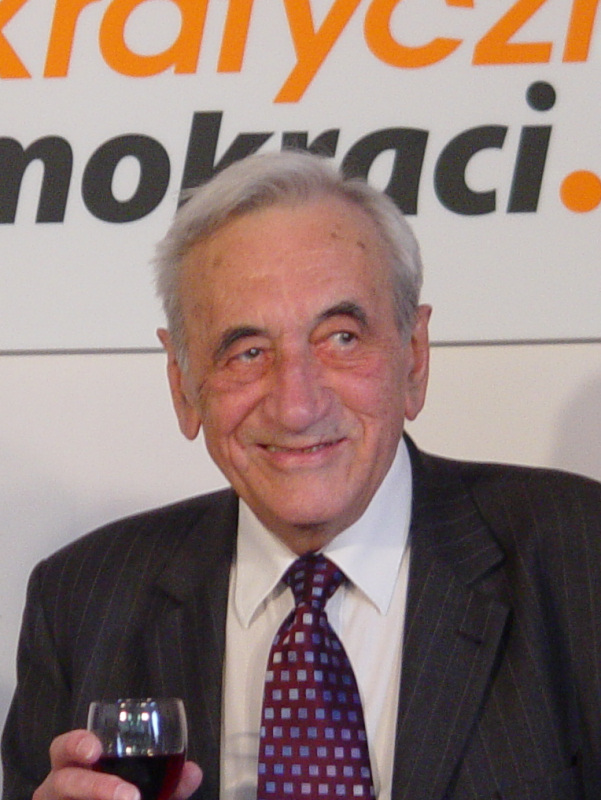
Tadeusz Mazowiecki († 28. říjen)

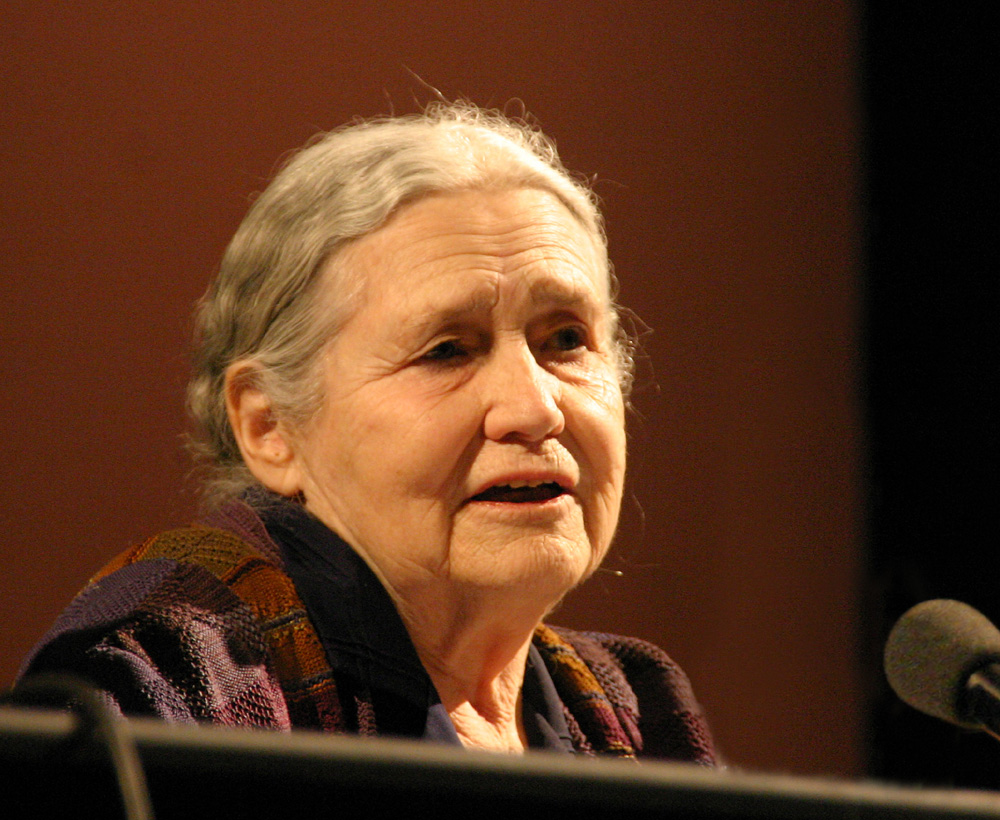
Doris Lessingová († 17. listopad)

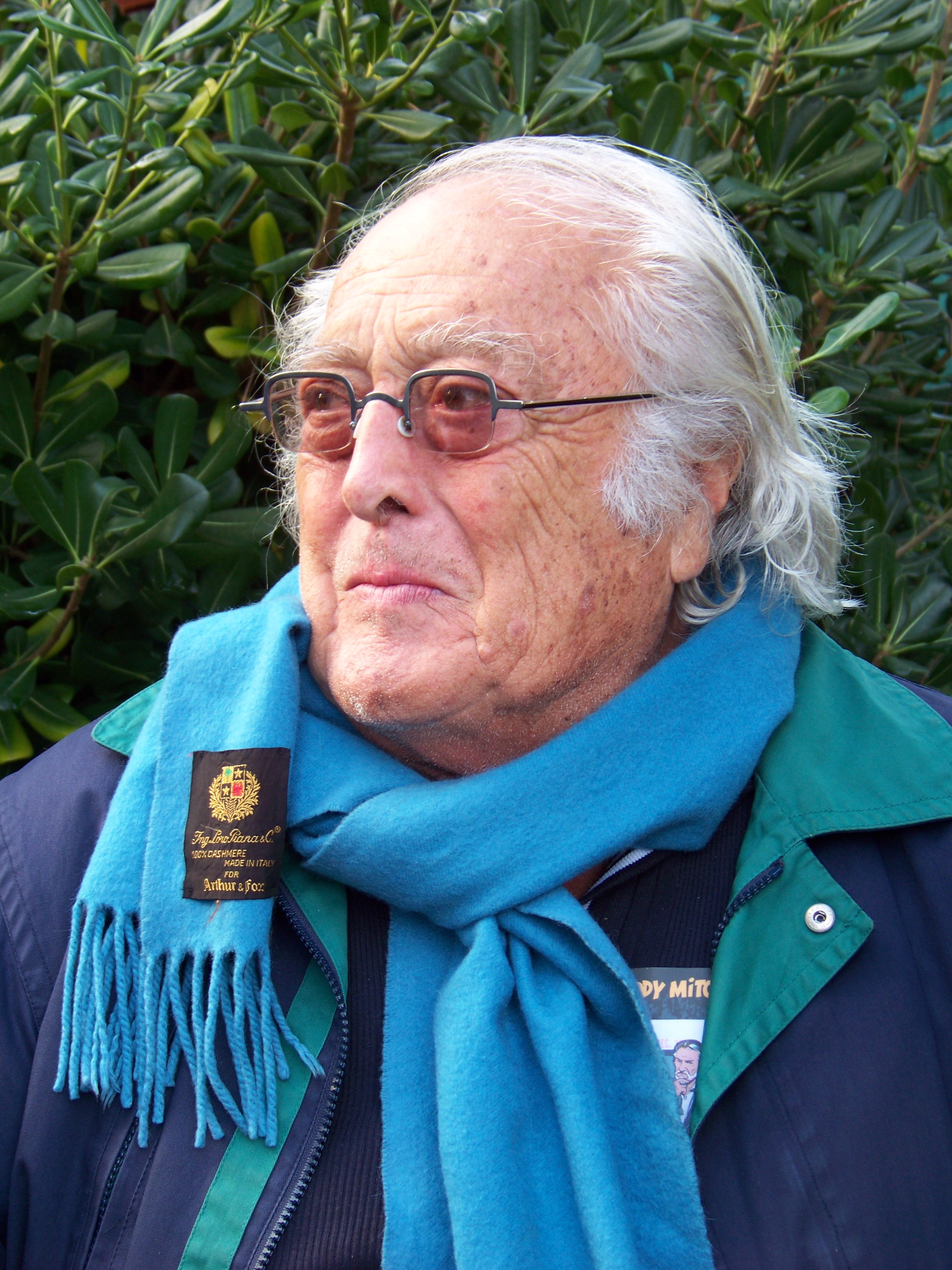
Georges Lautner († 22. listopad)

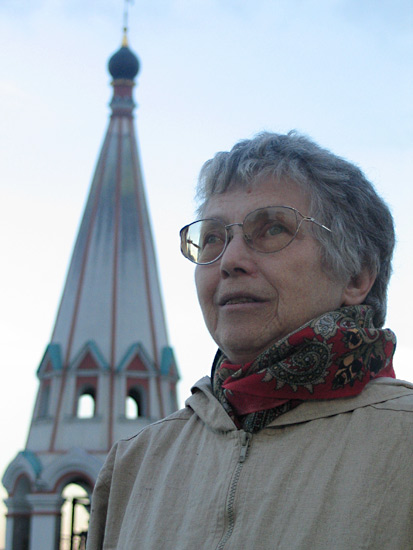
Natalja Gorbaněvská († 29. listopad)

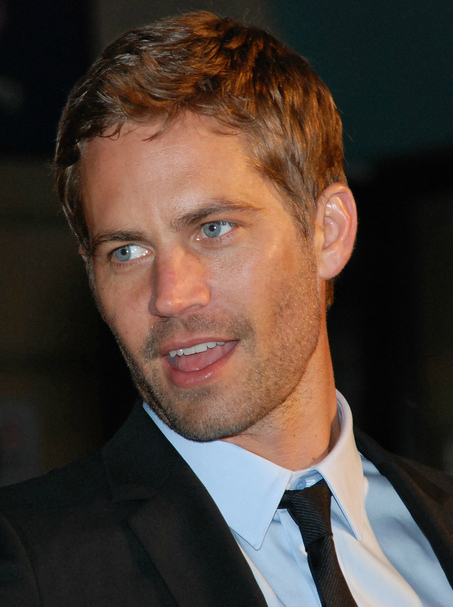
Paul Walker († 30. listopad)

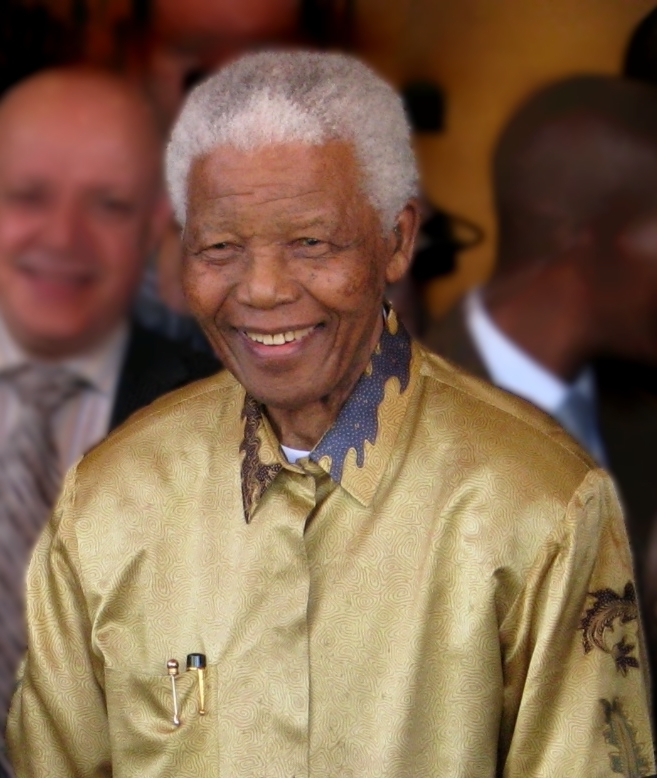
Nelson Mandela († 5. prosinec)

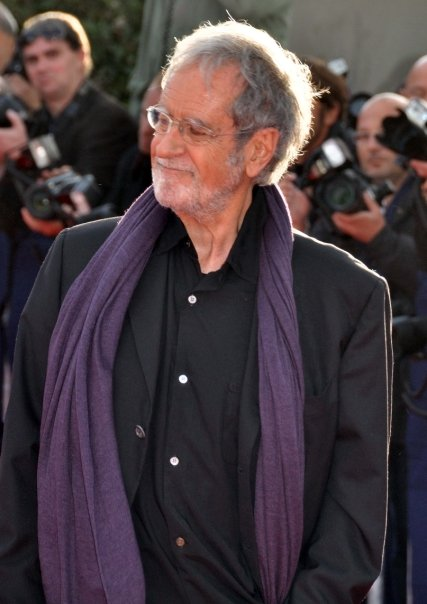
Édouard Molinaro († 7. prosinec)

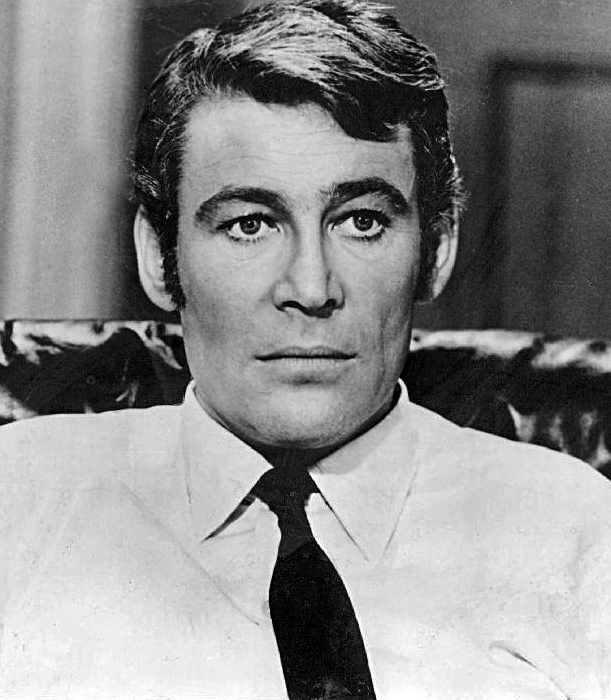
Peter O'Toole († 14. prosinec)

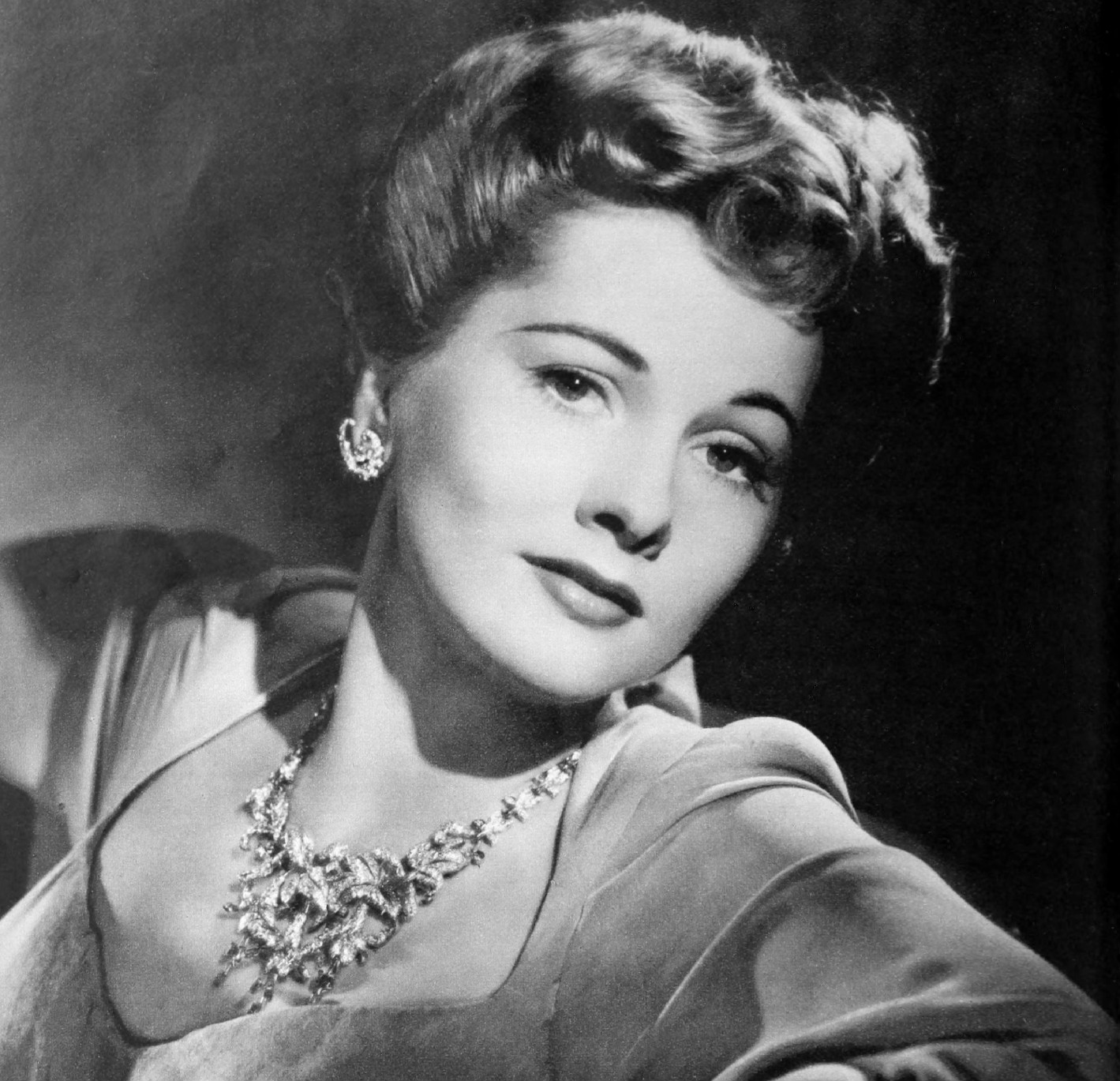
Joan Fontaine († 15. prosinec)

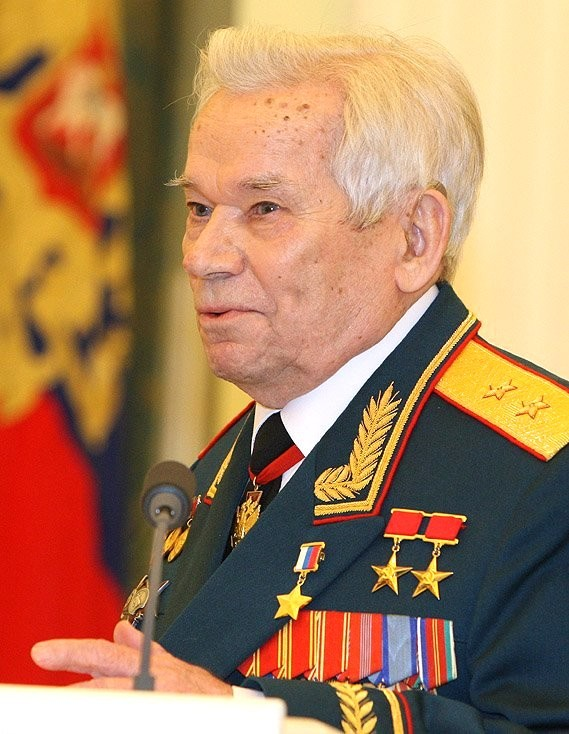
Michail Kalašnikov († 23. prosinec)

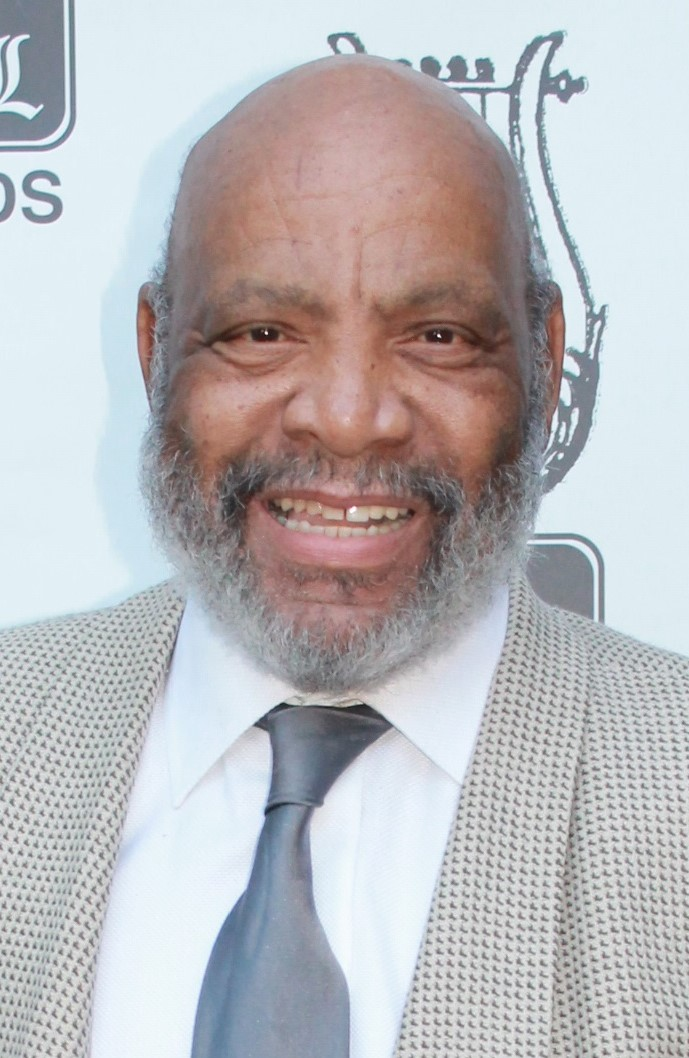
James Avery († 31. prosinec)

  - Patti Page, americká zpěvačka (* 8. listopadu 1927)
  - Jozef Zachar, slovenský režisér (* 13. prosince 1920)
- 2. ledna – Ladislao Mazurkiewicz, uruguayský fotbalista (* 14. února 1945)
- 3. ledna – Burry Stander, jihoafrický sportovec cyklista, biker (* 16. září 1987)
- 4. ledna – Jozef Kočiš, slovenský historik a archivář (* 23. ledna 1928)
- 6. ledna
  - Enrique Meneses, španělský novinář a fotoreportér (* 21. října 1929)
  - Huell Howser, americký herec a komik (* 18. října 1945)
- 8. ledna – Cornel Pavlovici, rumunský sportovec fotbalista (* 2. dubna 1943)
- 9. ledna – James M. Buchanan, americký ekonom (* 3. října 1919)
- 10. ledna
  - George Gruntz, švýcarský klavírista a hudební skladatel (* 24. června 1932)
  - Sakine Cansızová, kurdská aktivistka (* 1958)
- 11. ledna
  - Ba Mamadou Mbaré, mauritánský prezident (* 1946)
  - Aaron Swartz, americký programátor, wikipedista, politický a internetový aktivista (* 8. listopadu 1986)
- 14. ledna
  - Tony Conran, velšský básník a překladatel (* 7. dubna 1931)
  - Conrad Bain, kanadský herec (* 4. února 1923)
- 15. ledna
  - Markéta Bádenská, řecká a dánská princezna, jugoslávská šlechtična (* 14. července 1932)
  - Nagisa Óšima, japonský scenárista a filmový režisér (* 31. března 1932)
- 16. ledna
  - Sophiya Haqueová, britská herečka a zpěvačka (* 14. června 1971)
  - Gussie Moranová, americká tenistka a televizní komentátorka (* 8. září 1923)
  - Nic Potter, britský baskytarista a skladatel (* 18. října 1951)
  - Jevdokija Mekšilová, sovětská běžkyně na lyžích, olympijská vítězka (* 23. března 1931)
- 17. ledna
  - Jadwiga Kaczyńská, polská filoložka a odbojářka (* 31. prosince 1926)
  - Jakob Arjouni, německý spisovatel a dramatik (* 8. října 1964)
- 19. ledna
  - Steve Knight, americký hráč na klávesové nástroje (* 12. května 1935)
  - Abderrahim Gumrí, marocký atlet, běžec na dlouhých tratích (* 21. května 1976)
- 20. ledna – Pavlos Matesis, řecký spisovatel a překladatel (* 12. ledna 1933)
- 21. ledna
  - Jozef Dóczy, slovenský herec (* 19. listopadu 1929)
  - Michael Winner, britský filmový režisér a producent (* 30. října 1935)
- 23. ledna – Józef Glemp, polský katolický duchovní – kardinál a polský primas (* 18. prosince 1929)
- 25. ledna – Rahn Burton, americký jazzový klavírista (* 10. února 1934)
- 27. ledna – Phạm Duy, vietnamský hudební skladatel (* 5. října 1921)
- 28. ledna – Ceija Stojka, rakouská umělkyně romského původu – hudebnice a spisovatelka (* 23. května 1933)
- 30. ledna – Ann Rabsonová, americká bluesová zpěvačka, klavíristka a kytaristka (* 12. dubna 1945)
- 1. února
  - Ed Koch, americký právník, politik, politický komentátor, starosta New Yorku (* 12. prosince 1924)
  - Cecil Womack, americký zpěvák (* 25. září 1947)
- 2. února
  - Lino Oviedo, paraguayský voják a politik (* 23. září 1943)
  - Pepper Paireová, americká sportovkyně-baseballistka (* 29. května 1924)
- 3. února – Oscar Feltsman, ruský hudební skladatel (* 18. února 1921)
- 4. února
  - Pat Halcox, britský jazzový trumpetista (* 18. března 1930)
  - Reg Presley, britský zpěvák (* 12. června 1941)
  - Donald Byrd, americký jazzový a R&B trumpetista (* 9. prosince 1932)
- 5. února – Paul Tanner, americký pozounista (* 15. října 1917)
- 8. února – Giovanni Cheli, vatikánský diplomat, kardinál (* 4. října 1918)
- 14. února – Shadow Morton, americký hudební producent a skladatel (* 3. září 1940)
- 16. února – Tony Sheridan, britský zpěvák a kytarista (* 21. května 1940)
- 17. února – Mindy McCready, americká zpěvačka (* 30. listopadu 1975)
- 18. února
  - Kevin Ayers, britský kytarista, baskytarista a zpěvák (* 16. srpna 1944)
  - Otfried Preußler, německý spisovatel (* 20. října 1923)
- 19. února – Robert Coleman Richardson, americký fyzik, nositel Nobelovy ceny (* 26. června 1937)
- 21. února
  - Alexej German, ruský filmový režisér (* 20. června 1938)
  - Magic Slim, americký bluesový hudebník (* 7. srpna 1937)
- 22. února
  - Atje Keulenová-Deelstraová, nizozemská sportovkyně-rychlobruslařka (* 31. prosince 1938)
  - Diane Charlotte Lampert, americká hudební skladatelka (* 25. září 1924)
  - Wolfgang Sawallisch, německý dirigent (* 26. srpna 1923)
- 23. února – Julien Ries, belgický římskokatolický kněz, církevní historik a kardinál (* 19. dubna 1920)
- 24. února – Milan Hladký, slovenský architekt a politik (* 7. listopadu 1925)
- 25. února – Dirk Fischer, americký jazzový hudebník (* 1. září 1924)
- 26. února
  - Marie-Claire Alainová, francouzská varhanice (* 10. srpna 1926)
  - Stéphane Hessel, francouzský diplomat, filozof a spisovatel (* 20. října 1917)
- 27. února – Van Cliburn, americký klavírista (* 12. července 1934)
- 28. února
  - Donald Arthur Glaser, americký fyzik, nositel Nobelovy ceny (* 21. září 1926)
  - Bruce Reynolds, britský zloděj, strůjce Velké vlakové loupeže (* 7. září 1931)
  - Jean Honoré, francouzský římskokatolický duchovní, arcibiskup a kardinál (* 13. srpna 1920)
- 1. března – Jim Murray, americký kytarista a hráč na foukací harmoniku (* 30. května 1942)
- 3. března – Luis Cubilla, uruguayský fotbalista a trenér (* 28. března 1940)
- 5. března
  - Melvin Rhyne, americký jazzový varhaník a skladatel (* 12. října 1936)
  - Hugo Chávez, venezuelský politik, venezuelský prezident (* 28. července 1954)
- 6. března
  - Gizela Gáfriková, slovenská básnířka a literární historička (* 20. října 1945)
  - Alvin Lee, anglický rockový kytarista a zpěvák (* 19. prosince 1944)
- 7. března
  - Damiano Damiani, italský filmový režisér (* 23. června 1922)
  - Peter Banks, britský kytarista skupiny Yes (* 15. července 1947)
  - Andrej Panin, ruský herec (* 28. května 1962)
  - Kenny Ball, britský jazzový trumpetista a kapelník (* 22. května 1930)
- 8. března – Ewald-Heinrich von Kleist-Schmenzin, německý voják, účastník Operace Valkýra (* 10. července 1922)
- 9. března – Sybil Christopher, velšská herečka (* 27. března 1929)
- 10. března
  - František Gregor, slovenský hokejista, československý reprezentant (* 8. prosince 1938)
  - Princezna Lilian, vévodkyně z Hallandu, švédská princezna (* 30. srpna 1915)
  - Pavel Trenský, teatrolog, filolog a pedagog českého původu (* 24. března 1929)
- 11. března – Florian Siwicki, polský generál a politik (* 10. ledna 1925)
- 12. března – Clive Burr, hudebník, bubeník skupiny Iron Maiden (* 8. března 1957)
- 14. března – Ieng Sary, kambodžský politik, diktátor, vůdce Rudých Khmérů (* 24. října 1925)
- 18. března – Nori Harel, izraelský letec a inženýr (* 2. května 1929)
- 19. března – Olivier Metzner, francouzský právník (* 22. listopadu 1949)
- 20. března
  - James Herbert, britský spisovatel (* 8. dubna 1943)
  - Zillur Rahman, bangladéšský prezident (* 9. března 1929)
- 21. března
  - Chinua Achebe, nigerijský romanopisec, básník, profesor a kritik (* 16. listopadu 1930)
  - Pietro Mennea, italský sportovec, běžec (* 28. června 1952)
- 23. března – Boris Berezovskij, ruský matematik a podnikatel (* 23. leden 1946)
- 24. března
  - Deke Richards, americký hudební producent a skladatel (* 8. dubna 1944)
  - Peter Duryea, americký herec (* 14. července 1939)
- 26. března – Don Payne, americký spisovatel a producent (* 5. května 1964)
- 27. března – Hjalmar Andersen, norský rychlobruslař (* 12. března 1923)
- 28. března – Richard Griffiths, britský herec (* 31. července 1947)
- 30. března
  - Phil Ramone, americký hudební producent (* 5. ledna 1934)
  - Valerij Zolotuchin, ruský herec (* 21. června 1941)
- 2. dubna – Jess Franco, španělský filmový režisér, scenárista, herec a skladatel (* 12. května 1930)
- 4. dubna
  - Rechavam Amir, izraelský voják a diplomat (* 1. ledna 1916)
  - Roger Ebert, americký filmový kritik a scenárista (* 18. června 1942)
- 7. dubna – Dwike Mitchell, americký jazzový klavírista (* 14. února 1930)
- 8. dubna – Margaret Thatcherová, britská premiérka (* 13. října 1925)
- 9. dubna – Paolo Soleri, italský architekt (* 21. června 1919)
- 10. dubna
  - Lorenzo Antonetti, italský kardinál (* 31. července 1922)
  - Robert Geoffrey Edwards, britský vědec, biolog a fyziolog, nositel Nobelovy ceny (* 27. září 1925)
  - Jimmy Dawkins, americký bluesový kytarista a zpěvák (* 24. října 1936)
- 11. dubna
  - Hilary Koprowski, polský lékař, virolog a imunolog (* 5. prosince 1916)
  - Ram Karmi, izraelský architekt (* 1931)
- 14. dubna – Colin Davis, britský dirigent (* 25. září 1927)
- 16. dubna
  - Matti Suuronen, finský architekt (* 14. června 1933)
  - Cyril Zálešák, slovenský choreograf, hudebník a folklorista (* 4. února 1920)
- 17. dubna
  - Bi Kikude, zanzibarsko-tanzanská zpěvačka (* 1910)
  - Deanna Durbin, americká herečka (* 4. prosince 1921)
- 18. dubna – Storm Thorgerson, anglický grafik (* 28. února 1944)
- 19. dubna
  - Kenneth Appel, americký matematik, (* 8. října 1932)
  - François Jacob, francouzský lékař, fyziolog a genetik, nositel Nobelovy ceny (* 17. června 1920)
- 22. dubna – Richie Havens, americký hudebník (* 21. ledna 1941)
- 26. dubna – George Glenn Jones, americký zpěvák (* 12. září 1931)
- 30. dubna – Deanne Durbin, kanadská zpěvačka a herečka (* 4. prosince 1921)
- 1. května
  - Stuart Wilde, britský spisovatel (* 24. září 1946)
  - Asaf Dajan, izraelský filmový režisér, herec, scenárista a producent (* 23. listopadu 1945)
- 2. května
  - Eddie Kaye, americký jazzový saxofonista (* 28. prosince 1926)
  - Jeff Hanneman, americký kytarista, člen skupiny Slayer (* 31. ledna 1964)
  - Ivan Turina, chorvatský fotbalista-brankář (* 3. října 1980)
  - Dvora Omer, izraelská spisovatelka (* 9. října 1932)
- 3. května – Otis R. Bowen, ministr zdravotnictví USA (* 26. února 1918)
- 4. května – Christian de Duve, belgický biochemik (* 2. října 1917)
- 5. května
  - Leif Preus, norský fotograf (* 18. února 1928)
  - Peter Mankovecký, slovenský herec, režisér a hudební skladatel (* 16. února 1968)
- 6. května – Giulio Andreotti, italský politik (* 14. ledna 1919)
- 7. května – Raymond Harryhausen, britsko-americký filmař, scenárista, producent, specialista na vizuální efekty (* 29. června 1920)
- 8. května
  - Bryan Forbes, britský režisér (* 22. července 1926)
  - Jeanne Cooper, americká herečka (* 25. října 1928)
  - Taylor Mead, americký herec a básník (* 31. prosince 1924)
- 12. května – Milan Čorba, slovenský kostýmní výtvarník a scénograf (* 26. července 1940)
- 13. května – Kenneth Waltz, americký politolog (* 8. června 1924)
- 16. května – Heinrich Rohrer, švýcarský fyzik, nositel Nobelovy ceny (* 6. června 1933)
- 17. května – Jorge Rafael Videla, argentinský diktátor (* 2. srpna 1925)
- 18. května – Alexej Alexejevič Rodionov, ministr zahraničních věcí Ruska (* 27. března 1922)
- 20. května
  - Ray Manzarek, klávesista skupiny The Doors (* 12. února 1939)
  - Daniel Janikovič, slovenský flétnista a hudební pedagog (* 11. prosince 1962)
- 21. května – Trevor Bolder, britský baskytarista, člen skupiny Uriah Heep (* 9. června 1950)
- 22. května
  - Wayne F. Miller, americký fotograf (* 19. září 1918)
  - Henri Dutilleux, francouzský hudební skladatel (* 22. ledna 1916)
- 23. května
  - Georges Moustaki, francouzský zpěvák a skladatel (* 3. května 1934)
  - Petr Jefimovič Todorovskij, ukrajinský filmař – herec, scenárista a režisér (* 25. srpna 1925)
- 24. května – Ed Shaughnessy, americký bubeník (* 29. ledna 1929)
- 25. května – Marshall Lytle, americký kontrabasista (* 1. září 1933)
- 27. května – Ingrid Visserová, nizozemská volejbalistka (* 4. června 1977)
- 28. května
  - Viktor Georgijevič Kulikov, velitel Spojených ozbrojených sil států Varšavské smlouvy (* 5. července 1921)
  - Eddi Arent, německý herec a komik (* 5. května 1925)
  - Štefan Šáro, slovenský jaderný fyzik (* 10. prosince 1933)
  - Nino Bibbia, italský skeletonista (* 15. března 1922)
- 29. května – Mulgrew Miller, americký klavírista (* 13. srpna 1955)
- 31. května – Jean Stapletonová, americká herečka (* 19. ledna 1923)
- 4. června
  - Ben Tucker, americký jazzový kontrabasista (* 13. prosince 1930)
  - Joey Covington, americký bubeník (* 27. června 1945)
- 5. června – Stanisław Nagy, polský teolog, kardinál (* 30. září 1921)
- 6. června
  - Tom Sharpe, britský spisovatel (* 30. března 1928)
  - Esther Williams, americká plavkyně a herečka (* 8. srpna 1921)
  - Bert Wilson, americký jazzový saxofonista (* 15. října 1939)
  - Jerome Karle, americký chemik, nositel Nobelovy ceny (* 18. června 1918)
  - Jan Štěpánek, český a švýcarský lékař a politik (* 14. června 1937)
- 7. června – Pierre Mauroy, francouzský politik (* 5. července 1928)
- 8. června – Joram Kanjuk, izraelský spisovatel a malíř (* 2. května 1930)
- 9. června
  - Iain Banks, skotský spisovatel (* 16. února 1954)
  - Franz Halberg, americký vědec, zakladatel moderní chronobiologie (* 5. července 1919)
- 11. června – Robert Fogel, americký historik hospodářství, nositel Nobelovy ceny (* 1. července 1926)
- 12. června – Johnny Smith, americký kytarista (* 25. června 1922)
- 13. června
  - Sam Most, americký jazzový flétnista a saxofonista (* 16. prosince 1930)
  - Oleg Malevič, ruský básník a překladatel (* 24. června 1928)
- 15. června
  - Kenneth G. Wilson, americký fyzik, nositel Nobelovy ceny (* 8. června 1936)
  - José Froilán González, argentinský automobilový závodník (* 5. října 1922)
  - Dennis O'Rourke, australský dokumentarista, producent, režisér a scenárista (* 14. srpna 1945)
- 16. června – Hans Hass, rakouský potápěč, biolog, ekolog a filmař (* 23. ledna 1919)
- 17. června – Werner Lang, německý automobilový konstruktér, tvůrce automobilu Trabant 601 (* 23. března 1922)
- 19. června
  - Gyula Horn, maďarský politik (* 5. července 1932)
  - James Gandolfini, americký herec (* 18. září 1961)
- 21. června – Elliott Reid, americký herec (* 16. ledna 1920)
- 22. června – Henning Larsen, dánský architekt (* 20. srpna 1925)
- 23. června
  - Bobby „Blue“ Bland, americký bluesový zpěvák (* 27. ledna 1930)
  - Richard Burton Matheson, americký spisovatel a scenárista (* 20. února 1926)
- 24. června – Emilio Colombo, italský premiér (* 11. dubna 1920)
- 26. června – Marc Rich, americko-belgický obchodník, finančník a podnikatel židovského původu (* 18. prosince 1934)
- 27. června – Alain Mimoun, alžírský olympijský vítěz v maratonu (* 1. ledna 1921)
- 29. června
  - Paul Smith, americký jazzový klavírista (* 17. dubna 1922)
  - Margherita Hacková, italská astrofyzička (* 12. června 1922)
- 1. července
  - Charles Foley, americký vynálezce (* 6. září 1930)
  - Ján Zlocha, slovenský fotbalista (* 24. března 1942)
- 2. července
  - Fawzia Egyptská, císařovna Íránu (* 5. listopadu 1921)
  - Douglas Carl Engelbart, americký počítačový vědec, průkopník a vynálezce (* 30. ledna 1925)
  - Bengt Hallberg, švédský jazzový klavírista a hudební skladatel (* 13. září 1932)
- 3. července
  - Radu Vasile, rumunský politik, historik a básník (* 10. října 1942)
  - Bernard Vitet, americký jazzový trumpetista a skladatel (* 26. května 1934)
- 7. července – Bohumil Puskailer, slovenský fotograf (* 2. září 1939)
- 9. července
  - Gaétan Soucy, kanadský spisovatel (* 21. října 1958)
  - Anton Antonov-Ovsejenko, ruský historik a spisovatel (* 23. února 1920)
- 12. července – Amar Gopal Bose, americko-indický podnikatel, vědec, konstruktér a pedagog (* 2. listopadu 1929)
- 13. července
  - Cory Monteith, kanadský herec (* 11. května 1982)
  - Leonard Garment, americký právník, poradce prezidenta Nixona (* 11. května 1924)
- 16. července – Nobujuki Aihara, japonský sportovní gymnasta, dvojnásobný olympijský vítěz (* 16. prosince 1934)
- 17. července – Peter Appleyard, kanadský vibrafonista (* 26. srpna 1928)
- 19. července
  - Mikuláš Kasarda, slovenský básník, rozhlasový redaktor a pedagog (* 26. července 1925)
  - Simon Ignatius Pimenta, indický kardinál, arcibiskup Bombaje (* 1. března 1920)
  - Melvin Smith, britský herec, komik a režisér (* 3. prosince 1952)
- 20. července – Helen Thomasová, americká novinářka (* 8. srpna 1920)
- 21. července
  - Andrea Antonelli, italský motocyklový závodník (* 17. ledna 1988)
  - Ronnie Cutrone, americký výtvarník (* 10. července 1948)
- 22. července – Dennis Farina, americký herec (* 29. února 1944)
- 23. července
  - Michael John Morwood, australský archeolog a antropolog (* 27. října 1950)
  - Djalma Santos, brazilský fotbalista (* 27. února 1929)
- 24. července – Steve Berrios, americký jazzový bubeník (* 24. února 1945)
- 25. července
  - Bernadette Lafont, francouzská herečka (* 28. října 1938)
  - Steve Berrios, americký bubeník (* 24. února 1945)
  - Mohamed Brahmi, tuniský politik (* 15. května 1955)
  - Walter De Maria, americký sochař (* 1. října 1935)
- 26. července
  - Árpád Duka-Zólyomi, slovenský fyzik, pedagog a politik (* 8. května 1941)
  - JJ Cale, americký zpěvák a kytarista (* 5. prosince 1938)
  - Bernard Michel, francouzský historik (* 6. ledna 1935)[11]
- 28. července
  - Ersilio Tonini, italský kardinál, ravennský arcibiskup (* 20. července 1914)
  - Eileen Brennanová, americká herečka (* 3. září 1932)
  - Rita Reys, nizozemská jazzová zpěvačka (* 21. prosince 1924)
- 30. července – Berthold Beitz, německý podnikatel a průmyslník (* 26. září 1913)
- 31. července – Robert N. Bellah, americký sociolog (* 23. února 1927)
- 1. srpna – Rod de'Ath, velšský rockový bubeník (* 18. června 1950)
- 2. srpna – Jozef Adamovič, slovenský herec (* 23. dubna 1939)
- 4. srpna – Tim Wright, americký baskytarista (* 1952)
- 8. srpna
  - Regina Resnik, americká operní pěvkyně (* 30. srpna 1922)
  - Karen Blacková, americká herečka, scenáristka a zpěvačka (* 1. července 1939)
  - Jack Clement, americký zpěvák, hudební skladatel a producent (* 5. dubna 1931)
- 9. srpna – Eduardo Falú, argentinský kytarista a skladatel (* 7. července 1923)
- 10. srpna – László Csatáry, maďarský válečný zločinec (* 4. března 1915)
- 11. srpna – Vladimíra Čerepková, česká exilová básnířka rusko-českého původu (* 4. února 1946)
- 12. srpna – Johan Friso Oranžsko-nassauský, nizozemský princ (* 25. září 1968)
- 15. srpna
  - Rosalía Mera, španělská podnikatelka (* 28. ledna 1944)
  - August Schellenberg, kanadský indiánský herec (* 25. července 1936)
  - Sławomir Mrożek, polský spisovatel, dramatik, publicista a kreslíř (* 29. června 1930)
- 18. srpna – Albert Murray, americký spisovatel (* 12. května 1916)
- 19. srpna
  - Mirko Kovač, chorvatský, srbský i černohorský spisovatel (* 26. prosince 1938)
  - Cedar Walton, americký jazzový klavírista a skladatel (* 17. ledna 1934)
- 20. srpna
  - Marian McPartland, britská jazzová klavíristka (* 20. března 1918)
  - Elmore John Leonard, americký spisovatel (* 11. října 1925)
  - Ted Post, americký režisér (* 31. března 1918)
- 22. srpna
  - Jozef Bednárik, slovenský herec a divadelní režisér (* 17. září 1947)
  - Jozef Schek, slovenský výtvarník, kreslíř a ilustrátor (* 3. září 1921)
- 24. srpna – Julie Harrisová, americká herečka (* 2. prosince 1925)
- 25. srpna – Gilmar, brazilský fotbalista (* 22. srpna 1930)
- 29. srpna – Medardo Joseph Mazombwe, zambijský kněz, arcibiskup Lusaky, kardinál (* 24. září 1931)
- 30. srpna – Seamus Heaney, irský spisovatel, dramatik, scenárista a překladatel, nositel Nobelovy ceny (* 13. dubna 1939)
- 31. srpna – Viera Strnisková, slovenská herečka (* 30. října 1929)
- 2. září
  - Frederik Pohl, americký autor science fiction (* 26. listopadu 1919)
  - Ronald Coase, britský ekonom, nositel Nobelovy ceny (* 29. prosince 1910)
- 5. září – Rochus Misch, poslední žijící pamětník dnů v Hitlerově bunkru (* 29. července 1917)
- 7. září
  - Fred Katz, americký violoncellista (* 25. února 1919)
  - Marek Špilár, slovenský fotbalista (* 11. února 1975)
- 10. září – Silvester Krčméry, slovenský politický vězeň (* 5. srpna 1924)
- 11. září – Tibor Huszár, slovenský fotograf (* 16. června 1952)
- 12. září – Ray Dolby, americký vědec, technik a vynálezce (* 18. ledna 1933)
- 14. září – Imrich Flassik, slovenský právník a politik, někdejší československý ministr (* 12. července 1924)
- 16. září – Jimmy Ponder, americký jazzový kytarista (* 10. května 1946)
- 18. září
  - Kenneth Norton, americký sportovec boxer (* 9. srpna 1943)
  - Marcel Reich-Ranicki, německý publicista a literární kritik (* 2. června 1920)
  - Lindsay Cooper, britská hráčka na hoboj a fagot, hudební skladatelka (* 3. března 1951)
- 20. září – Hermann Müller-Karpe, německý archeolog (* 1. února 1925)
- 21. září – Peter Solan, slovenský režisér (* 25. dubna 1929)
- 22. září – Álvaro Mutis, kolumbijský básník, prozaik a esejista (* 25. srpna 1923)
- 26. září – Mario Montez, portorický herec (* 20. července 1935)
- 28. září – Odlanier Mena, chilský generál a šéf tajné služby Augusto Pinocheta (* 2. dubna 1926)
- 29. září – Carl Joachim Classen, německý klasický filolog (* 15. srpna 1928)
- 1. října
  - Jisra'el Gutman, izraelský historik (* 20. května 1923)
  - Giuliano Gemma, italský herec (* 2. září 1938)
  - Tom Clancy, americký spisovatel (* 12. dubna 1947)
- 3. října
  - Sergej Alexandrovič Bělov, sovětský basketbalista (* 23. ledna 1944)
  - Masae Kasaiová, japonská volejbalistka, (* 14. července 1933)
- 4. října – Võ Nguyên Giáp, vietnamský generál a vojevůdce (* 25. srpna 1911)
- 5. října
  - Butch Warren, americký jazzový kontrabasista (* 9. srpna 1939)
  - Carlo Lizzani, italský scenárista a filmový režisér (* 3. dubna 1922)
- 7. října
  - Ovadja Josef, izraelský rabín a duchovní vůdce (* 23. září 1920)
  - Patrice Chéreau, francouzský herec, režisér, scenárista a spisovatel (* 2. listopadu 1944)
- 9. října
  - Wilfried Martens, belgický premiér (* 19. dubna 1936)
  - Mark Brandon Read, australský zločinec (* 17. listopadu 1954)
- 10. října
  - Daniel Duval, francouzský filmový a televizní herec a režisér (* 28. listopadu 1944)
  - Wilfried Martens, belgický evropský politik (* 19. dubna 1936)
  - Scott Carpenter, americký pilot a astronaut (* 1. května 1925)
- 11. října
  - María de Villota Comba, španělská automobilová závodnice (* 13. ledna 1980)
  - Erich Priebke, německý nacista, válečný zločinec (* 29. července 1913)
- 12. října – Oscar Jerome Hijuelos, americký spisovatel kubánského původu (* 24. srpna 1951)
- 13. října
  - Tommy Whittle, britský jazzový saxofonista (* 13. října 1926)
  - Martin Drewes, německé nacistické letecké eso (* 20. října 1918)
- 15. října
  - Nikolaj Petev, bulharský spisovatel (* 10. srpna 1951)
  - Hans Riegel, německý podnikatel (* 10. března 1923)
  - Sean Edwards, britský automobilový závodník (* 6. prosince 1986)
  - Donald Bailey, americký jazzový bubeník (* 26. března 1933)
- 16. října
  - Ed Lauter, americký herec (* 30. října 1938)
  - Albert Bourlon, francouzský sportovec cyklista (* 23. listopadu 1916)
- 18. října – René Alleau, francouzský filozof a historik (* ? 1917)
- 19. října
  - John Bergamo, americký perkusionista a hudební skladatel (* 28. května 1940)
  - Viktor Cybulenko, sovětský oštěpař. olympijský vítěz (* 13. července 1930)
  - Noel Harrison, britský herec a zpěvák (* 29. ledna 1934)
  - Ronald Shannon Jackson, americký jazzový bubeník (* 12. ledna 1940)
- 20. října
  - Jovanka Broz, choť jugoslávského prezidenta, Josipa Broze Tita (* 7. prosince 1924)
  - Lawrence Klein, americký ekonom, nositel Nobelovy ceny (* 14. září 1920)
  - Manolo Escobar, španělský zpěvák (* 29. srpna 1931)
- 23. října – Gypie Mayo, britský rockový kytarista (* 24. července 1951)
- 25. října
  - Marcia Wallaceová, americká herečka (* 1. listopadu 1942)
  - Arthur Danto, americký kritik umění a filosof (* 1. ledna 1924)
- 26. října – Ron Davies, velšský fotograf (* 17. prosince 1921)
- 27. října – Lou Reed, americký kytarista a zpěvák (* 2. března 1942)
- 28. října – Tadeusz Mazowiecki, polský novinář a politik (* 18. dubna 1927)
- 30. října
  - Pete Haycock, britský kytarista, zpěvák a hudební skladatel (* 4. března 1951)
  - Frank Wess, americký jazzový saxofonista (* 4. ledna 1922)
- 31. října – Bobby Parker, americký bluesový kytarista a zpěvák. (* 31. srpna 1937)
- 1. listopadu – Tommy Morrison, americký sportovec boxer (* 2. ledna 1969)
- 6. listopadu – Peter Fatialofa, samojský ragbista (* 26. dubna 1959)
- 7. listopadu – Manfred Rommel, německý politik (* 24. prosince 1928)
- 9. listopadu
  - Kalaparusha Maurice McIntyre, americký jazzový saxofonista (* 24. března 1936)
  - Emile Zuckerkandl, americký evoluční biolog rakouského původu (* 4. července 1922)
- 11. listopadu – Domenico Bartolucci, italský kněz, hudební skladatel a kardinál (* 7. května 1917)
- 12. listopadu
  - John Tavener, britský hudební skladatel (* 28. ledna 1944)
  - Alexandr Serebrov, sovětský kosmonaut (* 15. února 1942)
- 15. listopadu – Glafkos Klerides, kyperský prezident (* 24. dubna 1919)
- 17. listopadu – Doris Lessingová, britská spisovatelka, nositelka Nobelovy ceny (* 22. října 1919)
- 19. listopadu – Frederick Sanger, britský biochemik, nositel Nobelovy ceny (* 13. srpna 1918)
- 21. listopadu – Bernard Parmegiani, francouzský skladatel (* 27. října 1927)
- 22. listopadu – Georges Lautner, francouzský režisér a scenárista (* 26. ledna 1926)
- 23. listopadu – Ricky Wellman, americký bubeník (* 11. dubna 1956)
- 24. listopadu
  - Boris Magaš, chorvatský architekt (* 22. srpna 1930)
  - Wenceslaus Sarmiento, americký architekt (* 22. září 1922)
- 25. listopadu – Chico Hamilton, americký jazzový bubeník a skladatel (* 21. září 1921)
- 26. listopadu – Arik Einstein, izraelský zpěvák, hudební skladatel a herec (* 3. ledna 1939)
- 27. listopadu
  - Nílton Santos, brazilský fotbalista (* 16. května 1925)
  - Lewis Collins, britský herec (* 27. května 1946)
- 28. listopadu – Mitja Ribičič, jugoslávský předseda vlády (* 19. května 1919)
- 29. listopadu – Natalja Gorbaněvská, ruská básnířka, disidentka a účastnice demonstrace na Rudém náměstí v srpnu 1968 (* 26. května 1936)
- 30. listopadu – Paul Walker, americký herec (* 12. září 1973)
- 1. prosince – Richard Coughlan, britský rockový bubeník (* 2. září 1947)
- 5. prosince
  - Colin Wilson, britský spisovatel, filozof (* 26. června 1931)
  - Nelson Mandela, jihoafrický jihoarfický prezident a bojovník proti apartheidu (* 18. července 1918)
  - Barry Jackson, britský herec (* 23. března 1937)
- 7. prosince – Édouard Molinaro, francouzský filmový režisér a scenárista (* 13. května 1928)
- 9. prosince – Eleanor Parkerová, americká herečka (* 26. června 1922)
- 10. prosince – Jim Hall, americký jazzový kytarista (* 4. prosince 1930)
- 12. prosince – Čang Song-tchek, severokorejský politik (* 2. února 1946)
- 14. prosince
  - Peter O'Toole, irský herec (* 2. srpna 1932)
  - John Cornforth, australský organický chemik, nositel Nobelovy ceny (* 7. září 1917)
- 15. prosince – Joan Fontaine, americko-britská herečka (* 22. října 1917)
- 16. prosince – Ray Price, americký zpěvák a kytarista (* 12. ledna 1926)
- 17. prosince
  - Ricardo María Carles Gordó, španělský kardinál (* 24. září 1926)
  - Rudolf Filkus, slovenský politik (* 2. září 1927)
- 18. prosince – Ronnie Biggs, britský zločinec, účastník Velké vlakové loupeže (* 8. srpna 1929)
- 19. prosince – Herb Geller, americký jazzový saxofonista (* 2. listopadu 1928)
- 20. prosince – Pjotr Bolotnikov, sovětský olympijský vítěz v běhu na 10 000 metrů (* 8. března 1930)
- 22. prosince – Trigger Alpert, americký jazzový kontrabasista a fotograf (* 3. září 1916)
- 23. prosince
  - Michail Kalašnikov, ruský vojenský konstruktér (* 10. listopadu 1919)
  - Yusef Lateef, americký jazzový hudebník (* 9. října 1920)
  - Jeff Pollack, americký filmový režisér, scenárista (* 15. listopadu 1959)
- 24. prosince – Gunnar Ericsson, švédský politik a sportovní funkcionář (* 29. června 1919)
- 25. prosince – Wilbur Thompson, americký olympijský vítěz ve vrhu koulí (* 6. dubna 1921)
- 26. prosince – Boyd Lee Dunlop, americký jazzový klavírista (* 20. června 1926)
- 27. prosince – Henri Réchatin, francouzský artista (* 12. března 1931)
- 29. prosince – Wojciech Kilar, polský hudební skladatel (* 17. července 1932)
- 30. prosince – Akeem Adams, trinidadsko-tobažský sportovec fotbalista (* 13. dubna 1991)
- 31. prosince
  - Al Porcino, americký jazzový trumpetista (* 14. května 1925)
  - Lidija Vertinskaja, ruská herečka (* 14. dubna 1923)
  - James Avery, americký herec (* 27. listopadu 1945)

## Hlavy států
V tomto seznamu jsou uvedeni pouze představitelé nejvýznamnějších států.
- Belgie
  - král Albert II. (1993–2013)
  - král Filip Belgický (od 2013)

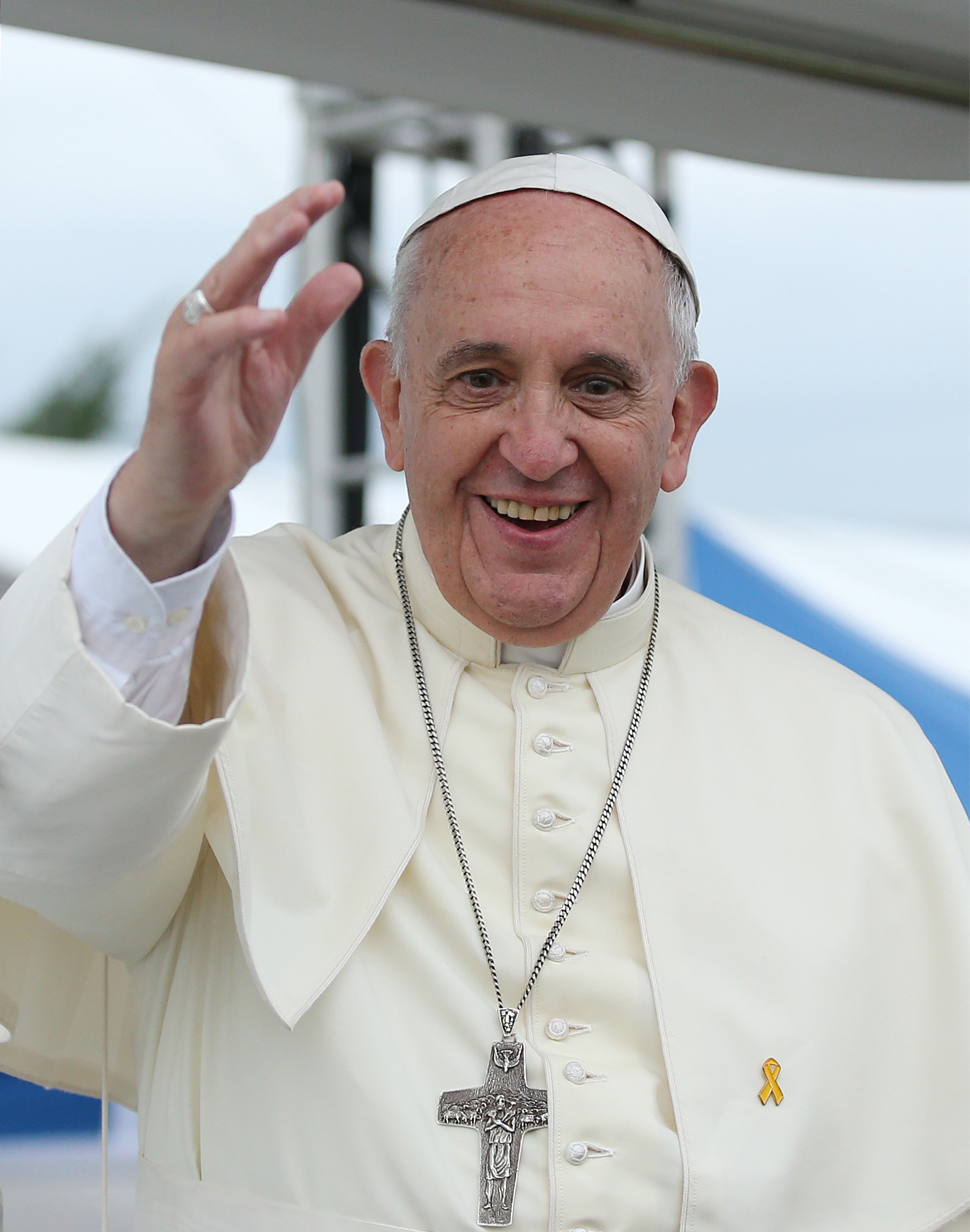
Jorge Bergoglio se stal papežem Františkem

- Brazílie – prezidentka Dilma Rousseffová (2011–2016)
- Čínská lidová republika
  - prezident Chu Ťin-tchao (2003–2013)
  - prezident Si Ťin-pching (od 2013)
- Česko
  - prezident Václav Klaus (2003–2013)
  - prezident Miloš Zeman (2013–2023)
- Dánsko – královna Markéta II. (1972–2024)
- Egypt
  - prezident Muhammad Mursí (2012–2013)
  - prozatímní prezident Adlí Mansúr (2013–2014)
- Francie – prezident François Hollande (2012–2017)
- Indie – prezident Pranab Mukherdží (2012–2017)
- Itálie – prezident Giorgio Napolitano (2006–2015)
- Izrael – prezident Šimon Peres (2007–2014)
- Japonsko – císař Akihito (1989–2019)
- Jihoafrická republika – prezident Jacob Zuma (2009–2018)
- Kanada – generální guvernér David Johnston (2010–2017)
- Maďarsko – prezident János Áder (2012–2022)
- Mexiko – prezident Enrique Peña Nieto (2012–2018)
- Německo – prezident Joachim Gauck (2012–2017)
- Nizozemsko
  - královna Beatrix (1980–2013)
  - král Vilém-Alexandr (od 2013)
- Polsko – prezident Bronisław Komorowski (2010–2015)
- Rakousko – prezident Heinz Fischer (2004–2016)
- Rusko – prezident Vladimir Putin (od 2012)
- Slovensko – prezident Ivan Gašparovič (2004–2014)
- Spojené království – královna Alžběta II. (1952–2022)
- Spojené státy americké – prezident Barack Obama (2009–2017)
- Španělsko – král Juan Carlos I. (1975–2014)
- Turecko – prezident Abdullah Gül (2007–2014)
- Ukrajina – prezident Viktor Janukovyč (2010–2014)
- Vatikán
  - papež a suverén Vatikánu Benedikt XVI. (2005–2013)
  - papež a suverén Vatikánu František (2013–2025)